# Domestication du cheval
Vous lisez un « article de qualité » labellisé en 2012.
Cet article traite de la domestication et de l'utilisation du cheval durant la Préhistoire et la protohistoire. L'article « Cheval dans l'Antiquité » est un complément encyclopédique à ce sujet.

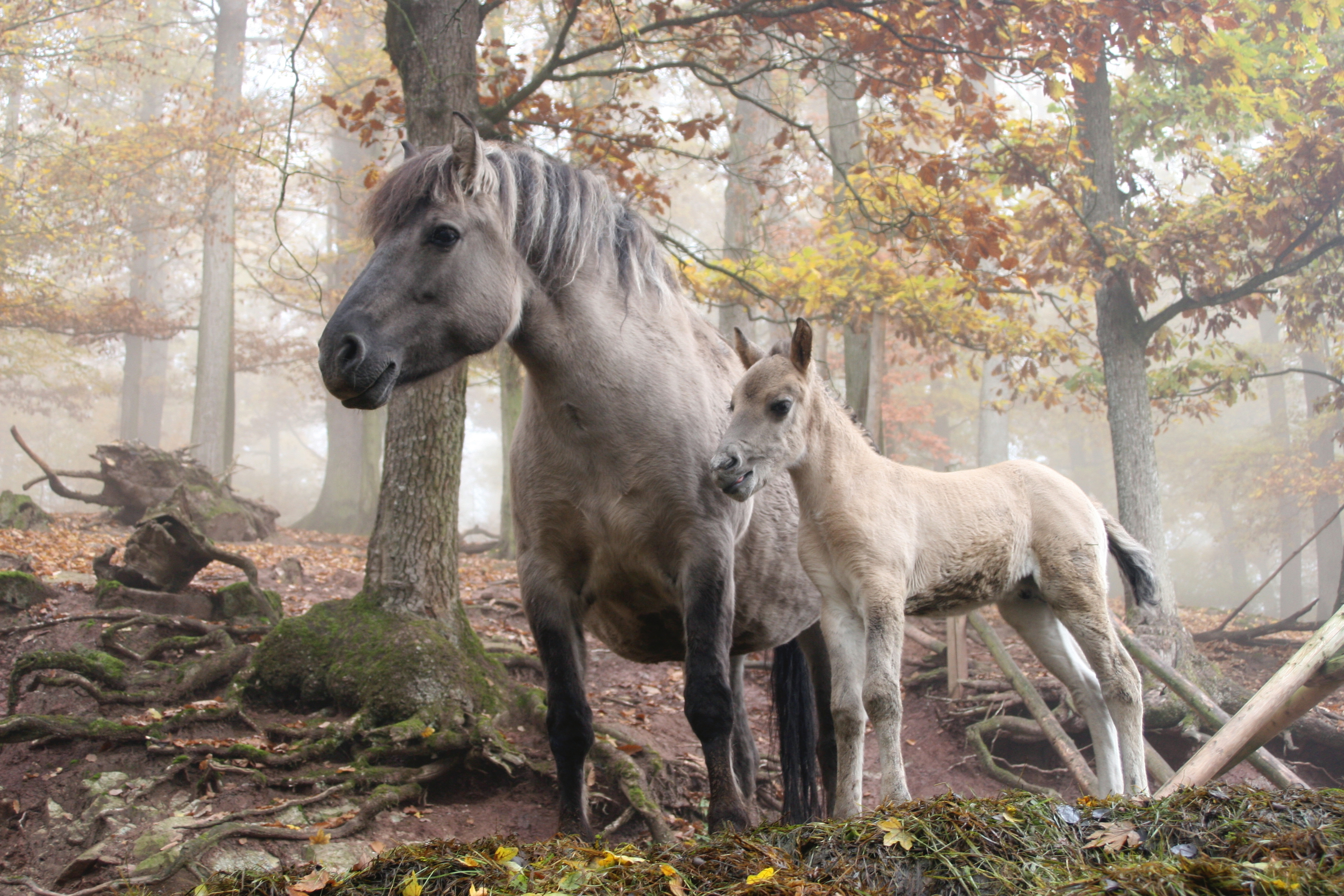
Cheval de Heck, reconstitution d'un Tarpan en Allemagne, que l'on croit phénotypiquement proche de l'ancêtre du cheval domestique.

La domestication du cheval est l'ensemble des processus de domestication qui conduit l'espèce humaine à maîtriser puis à utiliser l'espèce Equus caballus (le cheval) à son profit grâce au contrôle des naissances et à l'élevage de ces animaux pour la consommation, le combat, le travail et le transport. De nombreuses hypothèses sont proposées, tant en termes d'époque, de nombre de foyers de domestication, que de types, espèces ou sous-espèces de chevaux domestiqués. Plus tardive que pour les espèces animales alimentaires, la domestication du cheval est difficile à dater avec précision. Les premiers apprivoisements pourraient remonter à la fin du Paléolithique supérieur, 8 000 ans av. J.-C. La première preuve archéologique d'une domestication remonte à 3 500 av. J.-C. dans les steppes au nord du Kazakhstan ; elle est le fait de la culture de Botaï. Ces chevaux ne sont pas à l'origine des animaux domestiques actuels, ils étaient les ancêtres des chevaux de Przewalski (Equus ferus przewalskii ou Equus przewalskii), redevenus sauvages. Les chevaux domestiques de type moderne (Equus ferus caballus ou Equus caballus) sont originaires de la partie occidentale de la steppe eurasienne (steppe pontique en Europe de l'Est), entre le Don et la basse Volga.
Jusqu'aux années 2000, l'origine du cheval domestique est étudiée par synapomorphie. Les progrès de la génétique permettent une autre approche, car la domestication modifie le génome du cheval. Le séquençage de génomes de chevaux anciens, sauvages et domestiques, permet de les comparer entre eux avec une grande précision pour reconstituer toute l'histoire de la domestication et de l'expansion des différentes souches de chevaux. La différenciation entre les espèces d’Equus laisse à penser que cette domestication est récente, et qu'elle concerne un nombre restreint d'étalons pour un grand nombre de juments, capturées à l'état sauvage afin de repeupler les élevages domestiques. Peu à peu, l'élevage sélectif entraîne une distinction des chevaux selon leur usage, la traction ou la selle, et un accroissement de la variété des robes du cheval domestique.
Les peuples de la culture de Botaï ont vraisemblablement domestiqué des chevaux pour l'équitation de chasse, pratiqué la traite des juments pour leur lait et gardés ces animaux comme « réserves de viande ». La domestication s'effectue par « degrés », un contrôle humain s'établissant sur les naissances, ce qui peut être détecté sur les squelettes déterrés grâce aux changements dans la taille. L'attelage et l'utilisation militaire arrivent plus tard, laissant des preuves sur le squelette et les dents. La présence d'armes, d'art, d'artefacts et de pratiques spirituelles en lien avec les chevaux prouvent l'influence de cet animal sur le mode de vie des sociétés humaines. À la fin de l'époque préhistorique, la possession d'un cheval est indissociable de la notion de pouvoir. Elle entraîne une modification dans l'art et les rites humains, ainsi qu'une manifestation de supériorité chez les peuples qui le maîtrisent. L'utilisation de chevaux se répand rapidement à travers l'Eurasie pour le transport, les travaux agricoles et la guerre. L'utilisation du cheval influence considérablement l'histoire et les progrès de l'humanité, en permettant l'essor des civilisations et du commerce sur de vastes territoires.

## Précurseurs

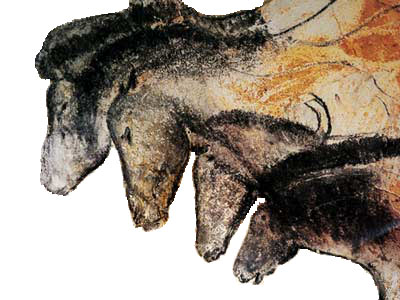
Les peintures pariétales de la grotte Chauvet donnent de précieuses indications sur le type de cheval sauvage que chassaient et côtoyaient les hommes préhistoriques.

Le cheval connaît une longue évolution, qui le voit s'adapter aux terrains de type steppe et aux prairies. Les humains préhistoriques côtoient ces animaux, très abondants durant la période glaciaire qui prend fin voilà environ 12 000 ans : ils sont chassés, consommés, peints et présents dans les cultes humains avant toute domestication. Le cheval se raréfie avec la disparition des prairies au profit des forêts, induite par le radoucissement global conduisant au climat actuel.

### Origine génétique et histoire évolutive
Une étude sur l'ADN mitochondrial (ADNmt) des équidés, effectuée sur des fossiles vieux de 53 000 ans jusqu'aux chevaux contemporains, place tous les équidés en un seul clade (groupe descendant d'un ancêtre commun) et comportant trois espèces génétiquement divergentes : Hippidion, Equus francisci et le « cheval vrai ». Ce dernier se rencontre de l'Europe occidentale jusqu'à l'est du détroit de Béring, incluant les chevaux préhistoriques et le cheval de Przewalski, ainsi que l'ancêtre du cheval domestique, appartenant à une seule espèce holarctique.
Une analyse plus détaillée des chevaux vrais les regroupe en deux clades majeurs. L'un de ces clades, qui semble limité à l'Amérique du Nord, est maintenant éteint. L'autre clade gagne un vaste territoire allant de l'Amérique du Nord à l'Europe centrale, au nord et au sud des calottes glaciaires du Pléistocène.
Au début de l'Holocène, il y a environ 10 000 ans, le climat mondial se réchauffe. Les forêts remplacent les prairies, ce qui tend à réduire l'habitat des chevaux. Bon nombre de sous-espèces chevalines supposées disparaissent au cours de ces changements climatiques rapides, associés à la fin de la dernière période glaciaire, ou alors sont chassées par les humains, en particulier en Amérique du Nord où le cheval s'éteint complètement. Il disparaît de la région de Béring voici 14 200 ans, et dans le reste du continent américain voici environ 10 000 ans,. Ce clade survit en Eurasie, tous les chevaux domestiques semblent en être issus. Tous les équidés ayant disparu du continent américain, la question des raisons qui lui ont épargné ce sort sur le continent eurasien se pose. La domestication de l'espèce pourrait l'avoir sauvée de l'extinction. Les conditions environnementales sont un peu plus favorables à la survie des équidés en Eurasie qu'en Amérique, mais des facteurs de stress y conduisent néanmoins à l'extinction du mammouth, et une raréfaction des chevaux. Quelque 8 000 ans avant notre ère, date approximative d'extinction des équidés dans les Amériques, un début de domestication des chevaux utilisés comme source de nourriture en Eurasie pourrait avoir contribué à préserver l'espèce, du fait de son maintien en captivité.
Les chevaux montrent peu de structure phylogéographique, ce qui reflète probablement leur degré élevé de mobilité et d'adaptabilité. Leur morphologie évolue pour s'adapter à leur environnement : ils gagnent ou perdent en taille selon que les conditions climatiques sont favorables ou défavorables, ont des sabots plus étroits si le sol est dur, le museau court si le climat est froid, des os légers si le climat est sec, etc. Des conditions climatiques similaires tendent à donner des chevaux semblables.

### Interactions avec les humains

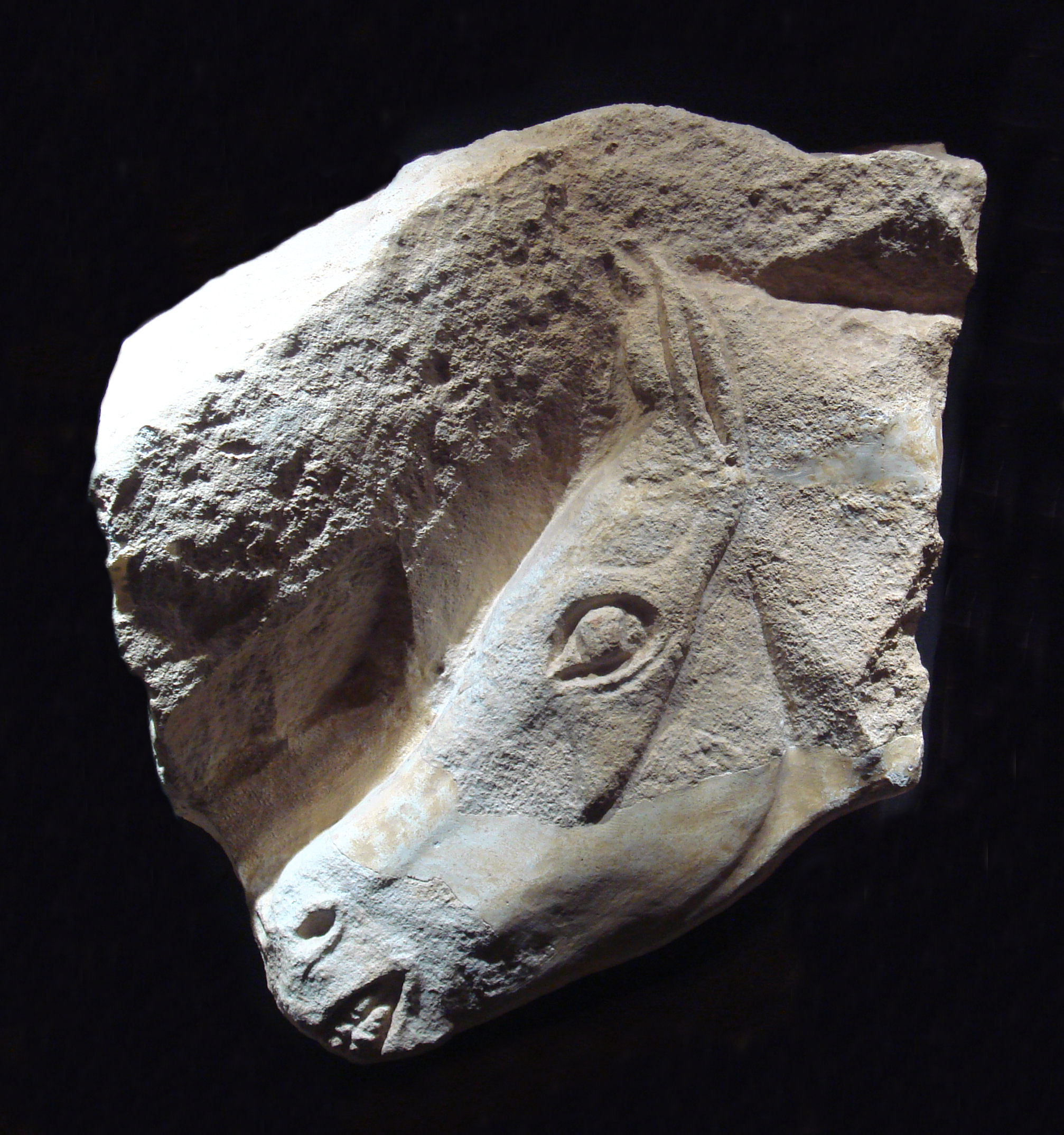
Tête de cheval du magdalénien.

La domestication du cheval n'est pas la première réalisée par l'être humain, celle-ci intervenant plus tard que chez le chien, le mouton, l'âne, le porc ou encore le bœuf. Une opinion populaire tend à la placer dans un foyer unique des steppes d’Asie centrale il y a 10 000 ans. Elle est vraisemblablement plus tardive, et issue de différents foyers.

#### Chasse
Les chevaux sauvages de l'ère glaciaire, très abondants grâce à la présence de vastes prairies dégagées, sont chassés en Europe, dans les steppes eurasiennes et en Amérique du Nord par les premiers humains modernes. Ils sont ensuite consommés, devenant une source de protéines. Ce rapport proie-prédateur marque la plus grande partie de l'histoire commune de l'Homme et du cheval,. Attestée dès le Paléolithique inférieur, l'hippophagie est l'un des premiers modes d'alimentation humaine carnée. Le cheval est très consommé au Paléolithique supérieur, la découverte d'ossements sur de nombreux sites archéologiques (en Palestine par exemple) le prouve. Par ailleurs, des peintures pariétales retrouvées en Europe indiquent à quoi ces animaux ressemblent.

#### Culture préhistorique
Les équidés sont représentés et privilégiés dès les débuts de l'art préhistorique, il y a près de 35 000 ans, soit bien avant leur domestication, en particulier dans le Sud-Ouest de l'Europe. Ils sont présents dans les pratiques les plus diverses, allant du culte des morts aux peintures de la grotte Chauvet, de Lascaux ou d'Altamira. Ces représentations témoignent d'une bonne connaissance anatomique des animaux, et d'une habitude de les observer. Le cheval pourrait de ce fait avoir eu très tôt une place symbolique de premier plan, puisqu'il est l'un des animaux les plus représentés dans l'art préhistorique. Représenter le cheval davantage que d'autres animaux tout aussi, sinon plus abondants, est un choix, mais en l'absence de preuves pour en connaître les raisons, bon nombre d'interprétations sont proposées, dont celle d'un rituel de chasse et celle de représentations chamaniques (selon la théorie de Jean Clottes reprise par Marc-André Wagner). Quoi qu'il en soit, les chevaux revêtent déjà probablement une « fonction métaphysique ou symbolique », André Leroi-Gourhan évoquant une possible expression de dualisme sexuel, le cheval étant vu comme un animal masculin carvif et rapide. Annette Laming-Emperaire y voit au contraire un animal féminin.

## Apprivoisement et proto-élevage

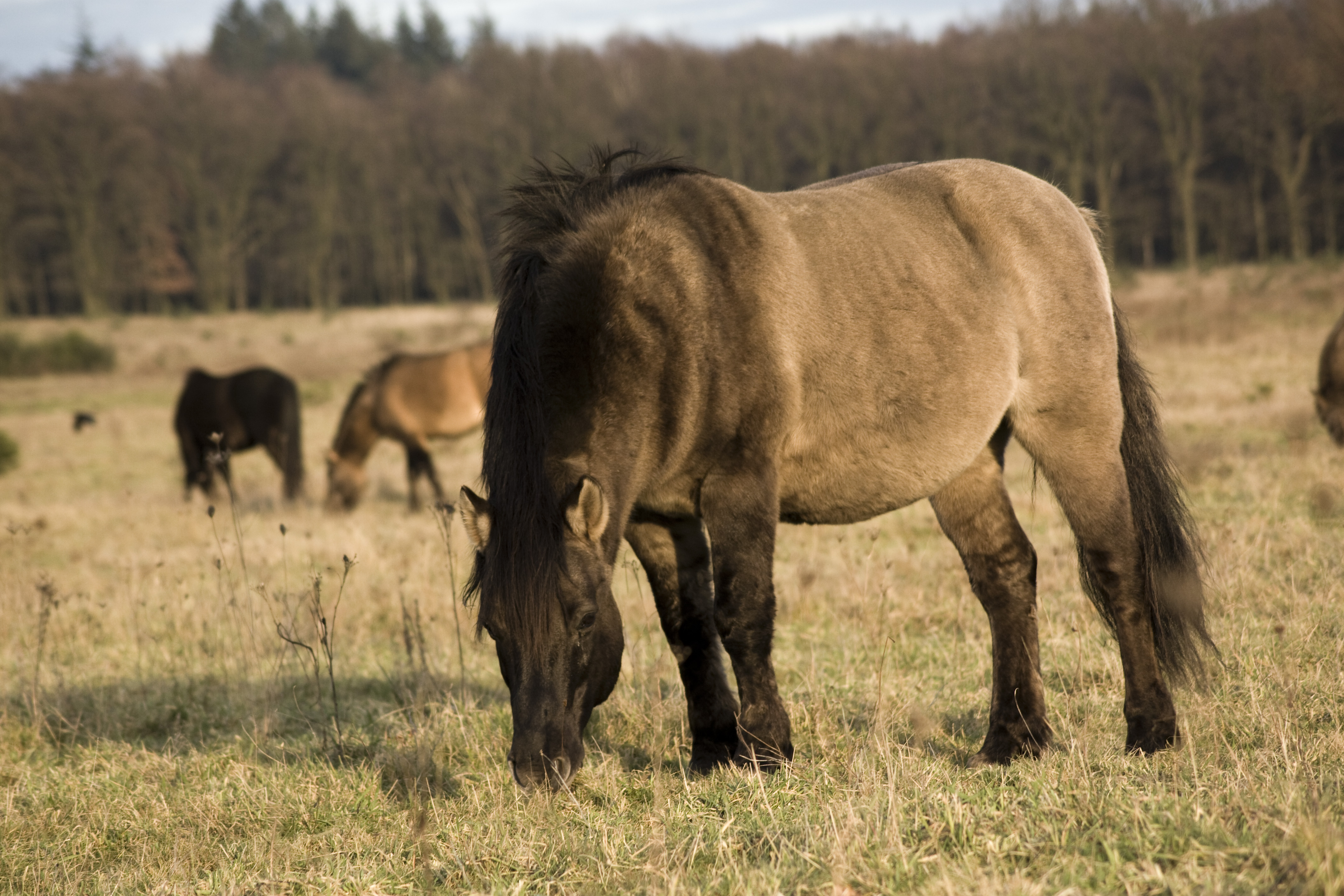
Poneys Konik en liberté, vraisemblablement proches des chevaux côtoyés par les peuples préhistoriques eurasiens.

Les peuples traditionnels de chasseurs-cueilleurs ont systématiquement apprivoisé des animaux issus d'espèces sauvages, généralement en élevant un bébé animal dont les parents ont été tués. Ces animaux ne sont pas nécessairement « domestiqués ». La domestication du cheval, selon la définition qu'en donne le musée départemental de Préhistoire d'Île-de-France, comprend la protection des animaux contre les rigueurs du climat et leurs prédateurs, leur nourrissage (qui les sociabilise), et le contrôle sur leur reproduction par la sélection des géniteurs. Les peuples des steppes ont vraisemblablement acquis de solides connaissances du comportement de cette espèce, cette longue cohabitation entre hommes et chevaux a pu aboutir à une prise de conscience de leur intérêt économique. Celle-ci pourrait résulter d'une rencontre entre chasseurs-cueilleurs des steppes et colons à la recherche de nouvelles terres. Vers 5500-5000 av. J.-C., des colons maîtrisant l'agriculture et l'élevage (en particulier celui des bovins) se déplacent depuis les actuelles Moravie et Slovaquie en adoptant certaines pratiques des peuples indigènes qu'ils rencontrent. Ils croisent des peuples forestiers (biotope dont le cheval est absent), puis auraient rencontré des chasseurs de chevaux dans la steppe, ce qui réunit des conditions favorables à la domestication d'une nouvelle espèce.

### Datation des premiers apprivoisements

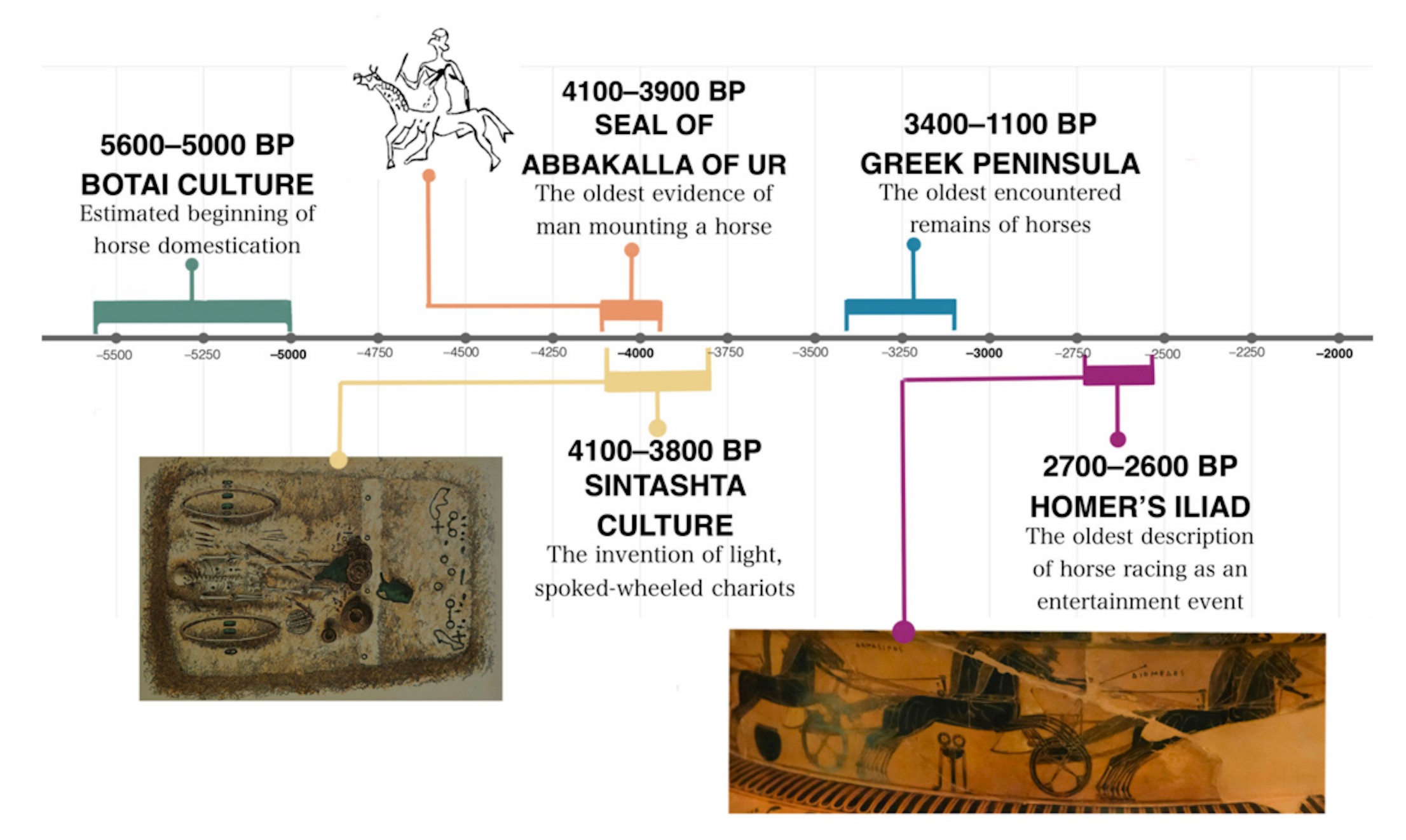
Chronologie de la domestication.

Un différend existe parmi les spécialistes au sujet de la définition de la domestication, une théorie suggérant qu'elle doit inclure des changements physiologiques associés à un élevage sélectif en captivité, et pas seulement un « apprivoisement ». James Downs distingue l'apprivoisement — pet keeping — (qu'il voit comme une pratique universelle) et la domestication (qui ne pourrait selon lui apparaître que dans certaines sociétés), tandis que Jean-Pierre Digard, parmi d'autres, voit dans la domestication la continuité logique de l'apprivoisement, ajoutant que certaines sociétés s'arrêtent à l'apprivoisement, tandis que d'autres poussent vers les plus hauts degrés de la domestication.
D'après les ouvrages de vulgarisation, les chevaux sont réellement apprivoisés 6 000 ans avant notre ère. Un « proto-élevage » a peut-être existé dès la fin du Paléolithique, ce qui expliquerait la fréquence de représentation des chevaux dans l'art.

### Raisons de la domestication

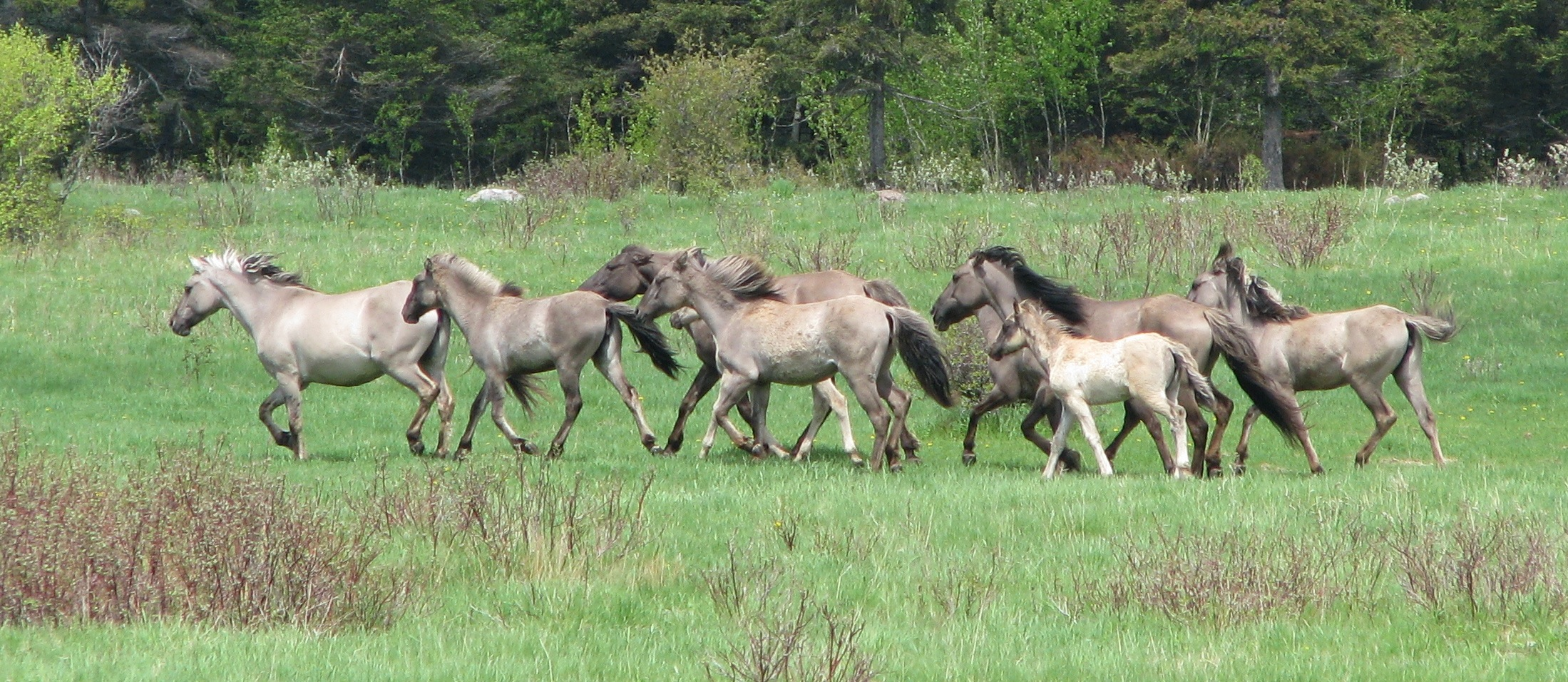
Troupeau de Sorraia, race portugaise dont le type primitif est également proche des premiers chevaux domestiques.

Les raisons de la domestication du cheval sont mal définies. L'alimentation est longtemps citée comme le principal, sinon l'unique motif. Jean-Pierre Digard met l'accent sur « la volonté de contrôler la nature et les êtres qui la peuplent ». Le jeu, la religion ou le totémisme, le prestige et l’intérêt militaire et utilitaire sont également cités. Les ossements de chevaux retrouvés lors de fouilles permettent de distinguer deux grands rôles qui leur sont dévolus durant les premiers temps de la domestication : la consommation (garder des chevaux comme source de nourriture) et la réalisation de rituels incluant un sacrifice (dans lesquels le cheval tient une place centrale).
Les qualités du cheval lui permettent une rapide reconnaissance et une forte diffusion dans les sociétés humaines : deux fois plus rapide qu'un bœuf au pas et dix fois plus qu'un homme à pied, il est bâti pour la course. Sa morphologie se révèle particulièrement adaptée à la mise en place d'un système de contrôle avec des lanières et un mors. C'est, de plus, un animal grégaire respectant un rapport hiérarchique, son cavalier ou cocher pouvant donc prendre la place du dominant. Enfin, le cheval est particulièrement énergique et généreux dans l'effort. Un autre avantage du cheval sur d'autres animaux domestiqués comme montures, tels que le renne, réside dans l'absence de migration saisonnière des troupeaux.

#### Équitation de travail et de chasse
Les découvertes les plus récentes autour de la culture de Botaï témoignent d'une possible maîtrise précoce de l'équitation de chasse, les chevaux étant peut-être montés afin de poursuivre des herbivores rapides et d'autres chevaux à la chasse. D'autres animaux consommables sont domestiqués avant le cheval (chèvres, moutons, porcs et bœufs), l’intérêt de la domestication pour obtenir des ressources alimentaires est donc déjà connu. Les populations humaines ayant accès à de la viande, du lait, de la laine et des animaux de trait ne ressentent pas forcément la nécessité d'apprivoiser des chevaux en plus. De ce fait, l'équitation de travail (gardiennage de troupeaux de bovins et d'ovins) et la chasse sont de possible facteurs de motivation à domestiquer les chevaux.

#### Viande et lait
Les chevaux gardés en captivité constituent une réserve de viande facilement accessible aux populations humaines, aussi la volonté d'obtenir une source de nourriture est-elle longtemps citée comme le principal motif amenant à leur domestication. Les chevaux ont peut-être été considérés comme « du gibier noble », à moins que la consommation de leur viande ait revêtu une signification rituelle, celle d'une transmission des vertus de l'animal à qui en consomme, en lien avec le chamanisme. Des croyances religieuses vivaces, dont une preuve de pérennité est la présence de très nombreux cultes « païens » autour de la viande de cheval, en attestent. Le lait de jument est vraisemblablement consommé lui aussi.

#### Victoire symbolique
La grande victoire que représente la domestication du cheval, au fond, n'est pas une victoire sur l'animal ; elle est victoire sur la terreur qu'il a, du fond des âges, inspirée à l'homme.
L'aspect symbolique du cheval permet aussi de fournir une piste de réponse aux raisons de sa domestication. Les bœufs, domestiqués avant lui, sont alors au centre de cultes et de symbolismes. En raison de leurs similitudes (taille, vie grégaire, régime herbivore, vitesse de course…), le cheval a pu être crédité des mêmes qualités, ce qui aurait poussé à tenter de le domestiquer.
Sophie Bridier note le grand nombre de mythes et de légendes qui associent le cheval à la mort et au cauchemar, supposant que sa domestication est une manière de vaincre les peurs face à un grand animal imprévisible, rapide et au hennissement puissant, d'où peut-être l'expression de « plus belle conquête de l'homme ». Le doctorant en littérature grecque Jacques Desautels rejoint cet avis, puisqu'il note que les chevaux violents et nerveux sont qualifiés par les anciens Grecs de gorgos, soit « terrifiants, inquiétants, dont les yeux reflètent un éclat diabolique ». La violence et la puissance dont ces animaux peuvent faire preuve avant d'être parfaitement domestiqués inquiète. Le mythe grec de Pégase renvoie ainsi, selon Desautels, à l'apaisement par la domestication d'un animal sauvage, terrifiant et violent.

### Socialisation des animaux

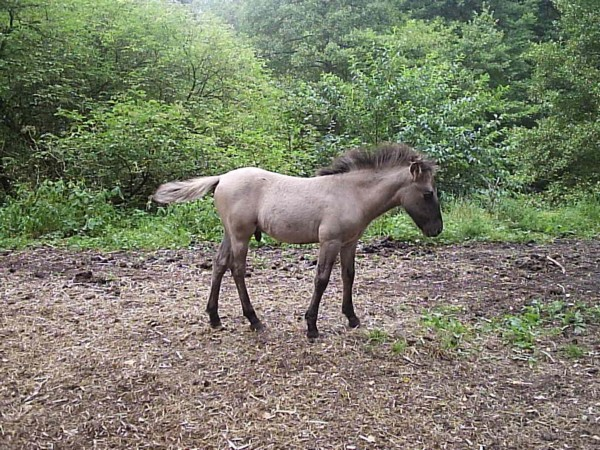
Un poulain de race konik.

Certains poulains ont pu être gardés comme des animaux domestiques, tandis que les chevaux adultes auraient été abattus pour leur viande. Les poulains sont relativement petits et faciles à manipuler. Grégaires, ils ont besoin de compagnie pour prospérer. Les données historiques et modernes montrent que les poulains peuvent se rapprocher des humains et d'autres animaux domestiques pour répondre à leurs besoins sociaux. Ainsi, la domestication a peut-être commencé avec de jeunes chevaux gardés comme animaux de compagnie sur une période de quelques années, précédant la grande découverte que ces animaux peuvent être montés et mis au travail. Les chevaux répondent aux six critères de Jared Diamond concernant le bétail domestiqué : ils ont une alimentation flexible, un taux de croissance raisonnablement rapide, la capacité à se reproduire en captivité, une disposition agréable, sont peu enclins à la panique et ont une hiérarchie sociale modifiable. On pourrait faire valoir qu'ils ont volontairement choisi de vivre en étroite proximité avec les humains. Enfin, ils sont naturellement gourmands et curieux malgré leur nature d'herbivores craintifs, ce qui permet aux Hommes de les approcher.

## Preuves archéologiques

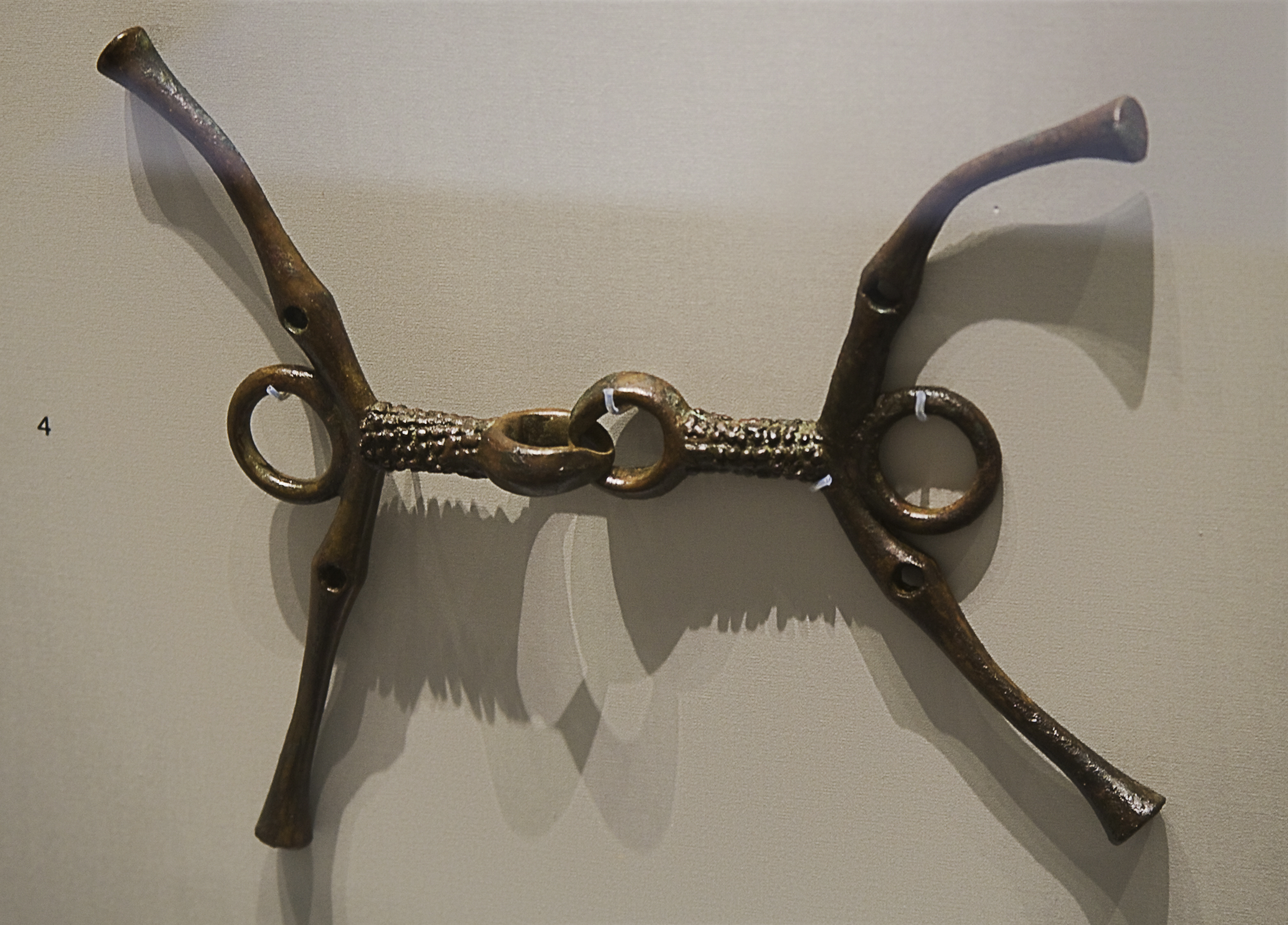
Les artefacts anciens retrouvés lors de fouilles (ici, un mors en bronze daté du et retrouvé à Deve Huyuk) attestent de la domestication du cheval.

La date de 4000 av. J.-C. est reconnue comme la plus vraisemblable pour parler d'une véritable « domestication » du cheval, comprenant l'apparition d'usures dentaires liées au port du mors, des changements dans les pratiques d'abattage, dans l'économie humaine et les types de peuplement, des représentations de chevaux en tant que symboles de pouvoir grâce aux artefacts, et l'apparition d'ossements équins dans des tombes. Les changements mesurables dans la taille et l'augmentation de la variabilité associés à la domestication se produisent plus tard, vers 2500 à 2000 av. J.-C., comme le prouvent les vestiges découverts sur le site de Csepel-Haros, en Hongrie, parmi la culture campaniforme.
Les preuves archéologiques de la domestication des chevaux consistent essentiellement en des vestiges d'animaux dans des tombes humaines, des changements dans l'âge et le sexe des chevaux abattus, l'apparition de corrals, d'équipements tels que le mors ou autres types de harnachements, des animaux enterrés avec un équipement qui leur est destiné (tel qu'un char), des représentations de chevaux montés, attelés ou mis au travail, ainsi qu'un symbolisme d'animal de pouvoir.

### Chars et chariots
L'une des moins anciennes, mais aussi des plus évidentes preuves de domestication provient de sites de fouilles d'où les ossements équins sont mêlés à des restes de chariots. Seize tombes de ce type appartiennent aux cultures de Sintachta et de Petrovka, dans les steppes près de l'Oural (une région partagée désormais entre le Sud de la Russie et le Nord du Kazakhstan). Le site de Petrovka est plus tardif que Sintachta, dont il est vraisemblablement issu. Les deux ensembles remontent à 2100-1700 ans avant notre ère,. Quelques-unes de ces tombes contiennent les restes de huit chevaux sacrifiés, placés dans, au-dessus et à côté de la tombe. Des traces d'utilisation de chariots funéraires se retrouvent dans la culture d'Andronovo, vers le IIe millénaire av. J.-C..

### Modifications du squelette

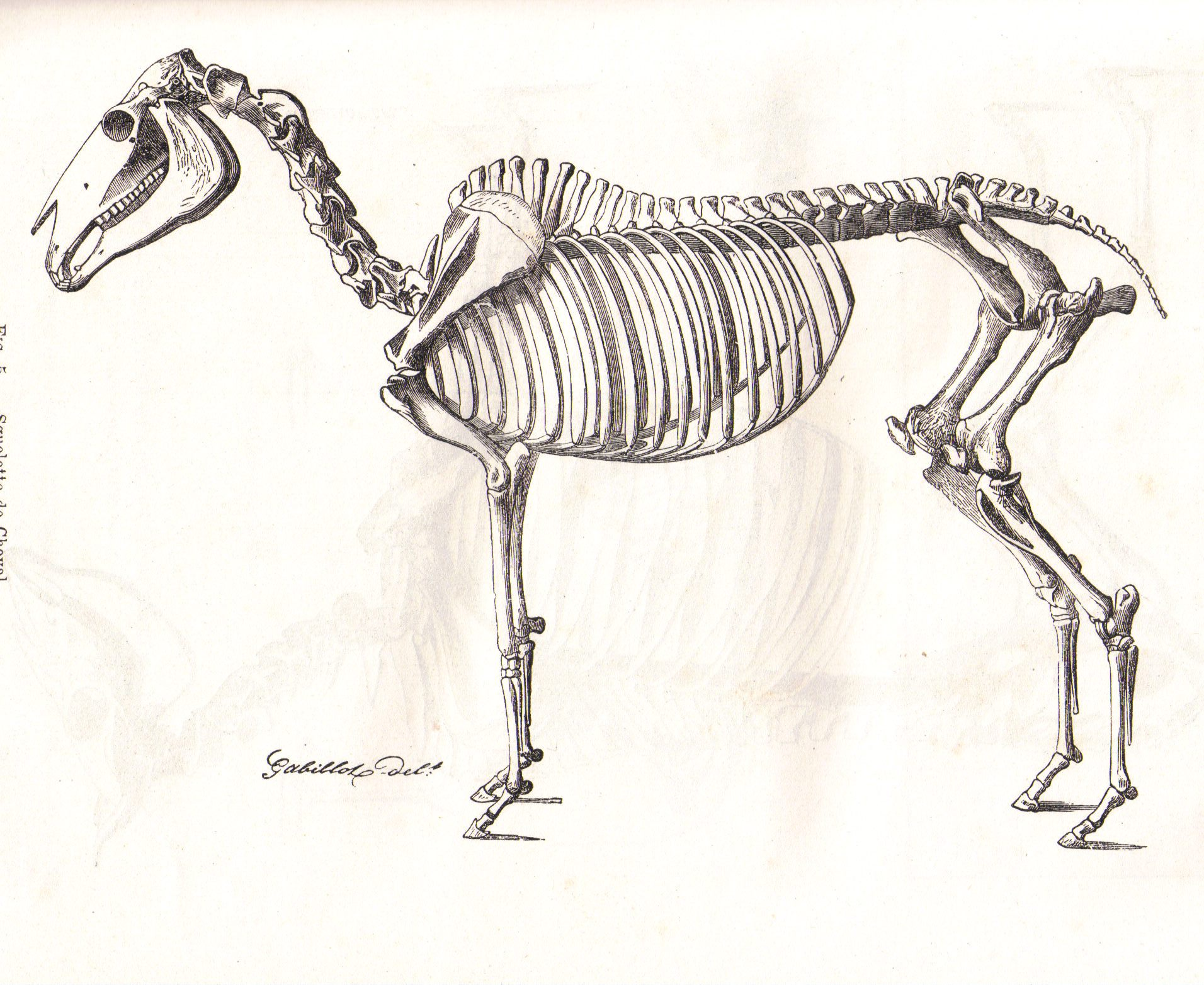
Squelette d'un cheval domestique.

Certains chercheurs ne considèrent pas un animal comme « domestiqué » avant qu'il ne montre des changements physiques associés à l'élevage sélectif, ou du moins avant qu'il ne soit né et ne grandisse entièrement en captivité : les animaux pris à l'état sauvage sont considérés comme « apprivoisés ».
Les premiers changements visibles sur les os équins remontent à 2 500 ans av. J.-C., dans l'Est de la Hongrie, et plus tard à l'âge du bronze sur différents sites de steppes russes, en Espagne et en Europe de l'Est,. Une augmentation de la variabilité s'observe, témoignant de soins humains prodigués à des chevaux plus grands ou plus petits que ceux qui vivent à l'état sauvage, ainsi qu'une diminution de la taille moyenne, reflétant sans doute des restrictions alimentaires. Les populations de chevaux qui montrent cette combinaison de changements squelettiques sont probablement domestiquées. La plupart des données suggèrent que le contrôle humain se renforce nettement sur les chevaux environ 2 500 ans avant notre ère. Toutefois, plus récemment, des restes retrouvés dans un site du Kazakhstan présentent des membres plus minces, caractéristiques d'animaux parqués, à la date de 3 500 ans avant notre ère.

### Usure des dents
La présence d'usure des dents suggère qu'un cheval a été monté ou conduit à la main en portant un mors. La première preuve provient d'un site du Kazakhstan, remontant à 3 500 ans avant notre ère. Mais les chevaux peuvent aussi être montés et contrôlés sans mors, en utilisant une muserolle ou un hackamore, outils encore utilisés de nos jours. L'absence d'usure des dents du cheval n'est donc pas une preuve contre la domestication, ces matériaux ne produisent pas de changements physiologiques significatifs et ne sont pas susceptibles d'être conservés pendant des millénaires.
L'utilisation régulière d'un mors pour contrôler le cheval peut créer des facettes d'usure ou des biseaux sur les coins antérieurs des prémolaires. La forme de la bouche du cheval fait que le mors est porté dans la « barre », un espace interdentaire entre les incisives (et éventuelles canines atrophiées pour les étalons) et les prémolaires. Le mors doit être manipulé par un humain, le cheval peut aussi le déplacer avec sa langue, touchant ainsi ses dents. Ce port cause l'abrasion du bord antérieur des prémolaires si le cheval fait bouger le mors entre ses dents,, ou en raison de pressions de la part de l'homme qui tient l'animal en main.
Des expériences modernes ont montré que les mors organiques, de corde ou de cuir, peuvent créer des usures importantes, et que les facettes de 3 mm de profondeur ou plus ne figurent pas sur les prémolaires des chevaux sauvages. D'autres chercheurs nuancent toutefois ces résultats.

### Tombes et rites mortuaires
Le plus ancien indicateur archéologique possible d'un changement de relations entre les chevaux et les humains est l'apparition vers 4800 à 4400 av. J.-C. d'os de chevaux et d'images sculptées dans les tombes de la culture chalcolithique de Khvalynsk, et de la culture de Samara, dans la région centrale de la Volga en Russie. Le cimetière de Khvalynsk recèle les restes de sacrifices d'animaux domestiques. Dix tombes contiennent des parties inférieures de jambes chevalines, deux d'entre elles contiennent aussi les os de bovins et de moutons domestiques. Au moins 52 brebis ou chèvres domestiques, 23 bovins domestiques, et 11 chevaux ont été sacrifiés à Khvalynsk. L'inclusion des chevaux avec des bovins et des ovins et l'exclusion des animaux sauvages suggère de toute évidence que les chevaux sont classés symboliquement parmi les animaux domestiques.
Au S'yezzhe, un cimetière contemporain de la culture de Samara, les restes de deux chevaux ont été placés au-dessus d'un groupe de tombes humaines. La paire de chevaux est représentée par la tête et les sabots, probablement à l'origine attachés aux cuirs. Le rituel même utilise la peau de la tête et les os de la jambe comme un symbole pour l'ensemble des animaux, il a été employé pour de nombreux bovins domestiques et des sacrifices de moutons à Khvalynsk. Des représentations de chevaux sculptées dans des os sont placées au-dessus du sol du dépôt d'ocre de S'yezzhe, et le phénomène se reproduit sur plusieurs autres sites de la même période, dans la région de la Volga. Ensemble, ces indices archéologiques suggèrent que les chevaux ont une importance symbolique dans les cultures Khvalynsk et Samara, et qu'ils sont associés au bétail et aux moutons domestiques. Dans les Carpates, des pieds de chevaux donnés en offrande ont été retrouvés dans des tombes. Un autre site d'importance est celui de Dereivka, dans l'actuelle Ukraine, au début du IVe millénaire av. J.-C., des animaux y sont inhumés sous des tumuli.

### Corrals et enclos
Sandra Olsen, du Musée Carnegie d'histoire naturelle, a trouvé des couches de crottin de cheval jetées dans des fosses inutilisées. La collecte et l'élimination du crottin de cheval laissent à penser que les animaux ont été confinés dans un corral ou autre enclos. Un corral, daté de 3000-3500 avant notre ère, a été identifié à Krasnyi Yar par un motif de trous dans des poteaux doublé d'une clôture circulaire, le sol à l'intérieur de la clôture recelant dix fois plus de phosphore que les sols extérieurs. Le phosphore peut indiquer des restes de fumier.

### Harnachement
Des objets perforés en corne animale, découverts à Dereivka et autres sites contemporains de Suvorovo, ont été identifiés comme faisant partie d'un mors. Cette identification n'est plus largement acceptée, les objets en question n'ayant pas été retrouvés associés à des ossements de chevaux. Cependant, grâce à des études d'usure microscopique, il a été établi que la plupart des outils en os retrouvés à Botaï ont été utilisés pour des lanières en cuir brut lisses. Des lanières de cuir brut auraient été utilisées pour la fabrication de cordons en cuir brut et de cordes, utiles pour le harnachement des chevaux. Des objets similaires sont connus dans de nombreux foyers de la steppe, mais la façon dont ces lanières ont été utilisées reste peu claire. Les plus anciens artefacts clairement identifiés comme étant des mors pour chevaux sont des bois de cervidés liés à l'invention du char, sur le site de Sintachta-Petrovka. Au Chalcolithique, des mors en bois de cerf sont employés dans la nécropole d'Ostorf, en Allemagne.

## Origines des chevaux domestiques
On suppose depuis longtemps que les chevaux domestiques sont originaires d'un unique foyer de domestication. La Mongolie est citée au XIXe siècle, en raison des traditions cavalières très anciennes des Mongols, et de la présence du cheval de Przewalski. L'Orient l'est également du fait que les plus anciennes domestications (caprins, ovins, bobins, porcins) y sont attestées. Avec les découvertes sur les cultures indo-européennes, les hypothèses s'orientent plutôt vers les populations de la culture kourgane, qui emploient l'animal en 2500 av. J.-C.. Franz Hančar attribue au cheval domestique une origine européenne, en 1955.
Les multiples découvertes d'éventuels foyers de domestication, ainsi que des recherches génétiques du début des années 2000 qui ont montré une importante diversité génétique des chevaux actuels, ont suggèré l'existence de plusieurs foyers de domestication anciens, par exemple de trois types ou sous-espèces de chevaux différentes. La domestication s'est vite répandue, mais d'après Jared Diamond, aurait pu concerner une seule culture ayant transmis ses techniques et ses méthodes d'élevage aux autres. Mais une étude génétique publiée en 2012 suggère cette fois que la domestication du cheval provient de la partie occidentale des steppes eurasiennes. La question de savoir si le cheval a été domestiqué en un unique lieu avant de voir son utilisation se répandre, où s'il l'a été indépendamment par différents peuples en différents lieux, est en partie résolue. Différents lignages de chevaux désormais éteints existent à l'époque de la domestication, dont l'un en Ibérie, l'autre en Sibérie, mais aucun n'a contribué de manière significative à la diversité génétique du cheval moderne.
Sur une très longue période, les chevaux sauvages côtoient des animaux domestiqués. Les variations de l'ADN mitochondrial déterminent ce qu'on appelle l'haplogroupe, soit un groupe étroitement lié d'haplotypes qui partagent le même ancêtre commun. Chez les chevaux, sept haplogroupes principaux sont reconnus (AG), chacun avec plusieurs sous-groupes. Plusieurs haplogroupes sont inégaux dans leur distribution, ce qui indique l'ajout de juments locales sauvages au cheptel domestiqué,,,,. L'un de ces haplotypes (Lusitanien groupe C) est exclusif à la péninsule Ibérique, conduisant à l'hypothèse que la péninsule ibérique ou l'Afrique du Nord ont connu une domestication du cheval indépendante.
Finalement, en octobre 2021, des travaux paléogénétiques publiés dans la revue Nature, fondés sur le séquençage du génome de 273 chevaux anciens, concluent que les chevaux domestiques modernes sont originaires d'un même lieu, dans la steppe pontique entre basse Volga et Don. Ils datent cette domestication vers 2200 av. J.-C., ce qui correspond à la culture de Sintachta. Ce profil génétique se serait répandu à grande vitesse en raison de l'apparition de variants de deux gènes dans la population domestiquée, l'un impliqué dans l'anatomie dorsale et conférant aux chevaux un dos plus robuste et une plus grande endurance, l'autre augmentant leur docilité.

## Premiers foyers de domestication

### Culture de Botaï

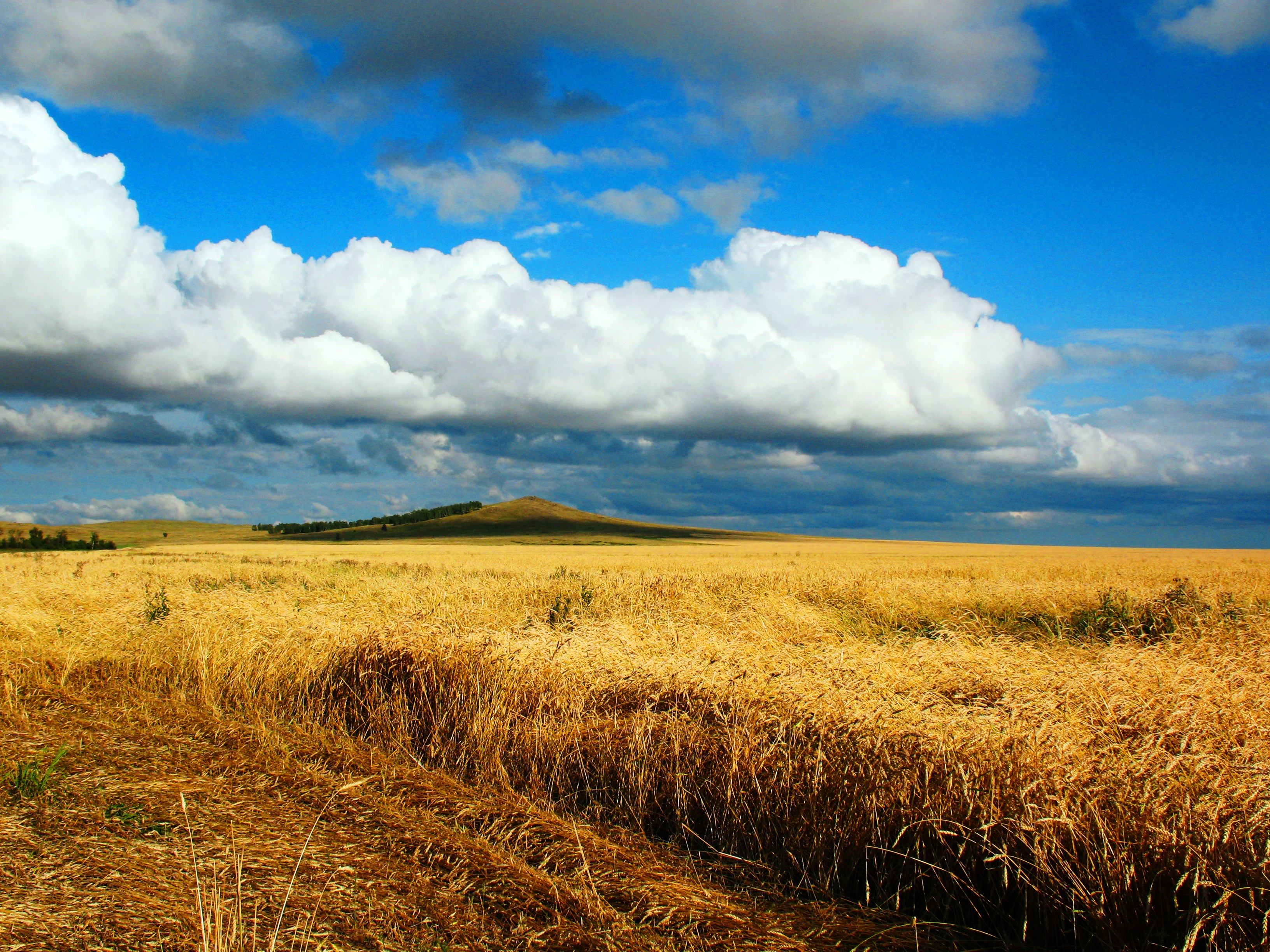
Les steppes aux alentours de Kokchetaou, au Kazakhstan, aujourd'hui cultivées (céréales), où la culture Botaï s'établit à l'époque de la domestication du cheval.

La théorie qui reste la plus largement reconnue concernant le premier foyer de domestication du cheval le plaçait à Akmola dans le Nord de l'actuel Kazakhstan, au sein des chasseurs-cueilleurs de la culture de Botaï, vers 3500 av. J.-C.,,. Vers la fin du IVe millénaire av. J.-C., le climat des steppes d'Asie centrale se fait plus humide et la végétation se diversifie. Selon les paléogéographes et pédologues, l'herbe peut alors atteindre une hauteur de deux mètres, les steppes abritent des millions de chevaux.
Pour les chasser, les capturer et les garder, il est indispensable de les monter,. Cette nécessité explique une différence morphologique entre les chevaux sauvages et domestiqués : selon le chercheur américain David Anthony, 10 % des dents de chevaux examinées portent des traces de mors en os ou en crin,. La découverte, en 2006, de vestiges d'enclos renforce l’hypothèse. Autre preuve d'élevage, des traces de kumiz (lait de jument fermenté) sur des fragments de poterie vieux de 5 600 ans environ.
Les sites de la culture Botaï n'ont pas révélé de présence de bétail ou de moutons, le seul autre animal domestiqué, en plus du cheval, est le chien. Les colonies comptent entre 50 et 150 maisons semi-souterraines, les dépôts d'ordures contiennent 65 à 99 % de restes de chevaux. Des troupeaux entiers sont abattus par les chasseurs Botaï, apparemment grâce à l'adoption de l'équitation, ce qui expliquerait des techniques de chasse spécialisées et de plus vastes foyers de peuplement. Les chevaux domestiqués ont pu être adoptés à partir de sociétés de pasteurs voisines, dans les steppes à l'ouest de l'Oural. La culture Khvalynsk avait des troupeaux de bovins et d'ovins, et peut-être aussi des chevaux domestiqués, 4 800 ans avant notre ère.
D'autres chercheurs contredisent cette domestication, notant que les zoologues n'ont révélé aucun changement de squelette entre les chevaux sauvages et les présumés domestiqués, mais aussi que la structure par âge des chevaux abattus à Botaï représente un profil démographique naturel pour des animaux chassés, qui n'est pas le schéma attendu s'ils sont domestiqués et sélectionnés pour l'abattage. Toutefois, ces arguments ont été publiés avant la découverte d'un corral à Krasnyi Yar, et celle d'un tapis de crottin de cheval sur deux autres sites.
D'après des études génétiques sur l'ADN ancien des chevaux de Botaï, ce sont vraisemblablement les ancêtres du cheval de Przewalski, et non des chevaux domestiques modernes,.

### Steppe pontique
La culture de Sredny Stog, en Ukraine, aurait elle aussi maîtrisé le cheval. Les vestiges sont ceux de Dereivka, un site chalcolithique, daté de 4000 av. J.-C.,, et incluant restes alimentaires, mors présumés en bois de cerf, traces d'usure des dents des chevaux et sépultures rituelles. Une datation au spectromètre de masse, couplée à un accélérateur de particules, a cependant montré que les os d'un étalon dont les dents portaient des traces de port du mors dataient en réalité de l’âge du fer scythique, mais d'autres indices penchent en faveur d'une domestication dans les steppes eurasiennes vers 4000-3500 av. J.-C.,,.
L'hypothèse kourgane suppute, depuis le milieu du XXe siècle, que la première domestication des chevaux a eu lieu dans la steppe eurasienne, en Ukraine et en Russie du Sud, vers le IVe millénaire av. J.-C. par les Yamnas. Elle a été la plus largement admise, jusqu'à la découverte des sites de la culture de Botaï, un peu antérieure et située plus à l'est dans la même steppe.
Une étude publiée en septembre 2021 basée sur l'analyse protéomique du tartre dentaire d'individus de la steppe eurasiatique occidentale montre une transition majeure dans la production laitière au début de l'âge du bronze. Combinée avec les preuves archéogénétiques qui placent les chevaux des sites de la culture Botaï sur une trajectoire évolutive différente de celle de la lignée domestiquée, l'identification des protéines du lait de jument tend à replacer l'origine de la domestication des steppes eurasiennes vers la région pontique-caspienne, ce qui confirmerait son implication dans les dispersions steppiques.
Une importante étude publiée en octobre 2021, sur le séquençage de génomes de 273 chevaux anciens d'Eurasie, permet de conclure que les chevaux domestiques modernes sont tous les descendants des anciens chevaux de la steppe pontique entre Volga et Don,. Par ailleurs, d'après cette étude, les chevaux modernes se sont répandus en Europe centrale et occidentale vers 2000 à 2200 ans avant Jésus-Christ, mais pas avant. Cela signifie que l'expansion des chevaux domestiques modernes n'est pas directement liée avec l'expansion indo-européenne vers l'Europe occidentale, qui avait déjà eu lieu un millénaire plus tôt à partir de la culture de Yamna, même si la domestication du cheval de type moderne est plus ancienne en Europe de l'Est. En revanche, l'expansion de ces chevaux domestiques modernes est concomitante de l'expansion des premiers chars de combat à partir de la culture de Sintachta, une culture indo-européenne plus tardive à laquelle est attribuée l'invention des premiers chars légers avec roues à rayons et à jantes tirés par des chevaux. Elle serait à l'origine d'une seconde vague d'expansion indo-européennes qui a touchée plus particulièrement l'Asie centrale et méridionale. En Europe, l'expansion des chevaux domestiques modernes et des chars s'est donc probablement effectuée par des échanges d'animaux, de matériel et de connaissances entre des populations indo-européennes déjà installées et différenciées, alors qu'en Asie elle semble correspondre à l'expansion de la population indo-européenne vers l'est et le sud, apportant avec elle ses animaux et sa technologie.

### Anciennes hypothèses abandonnées

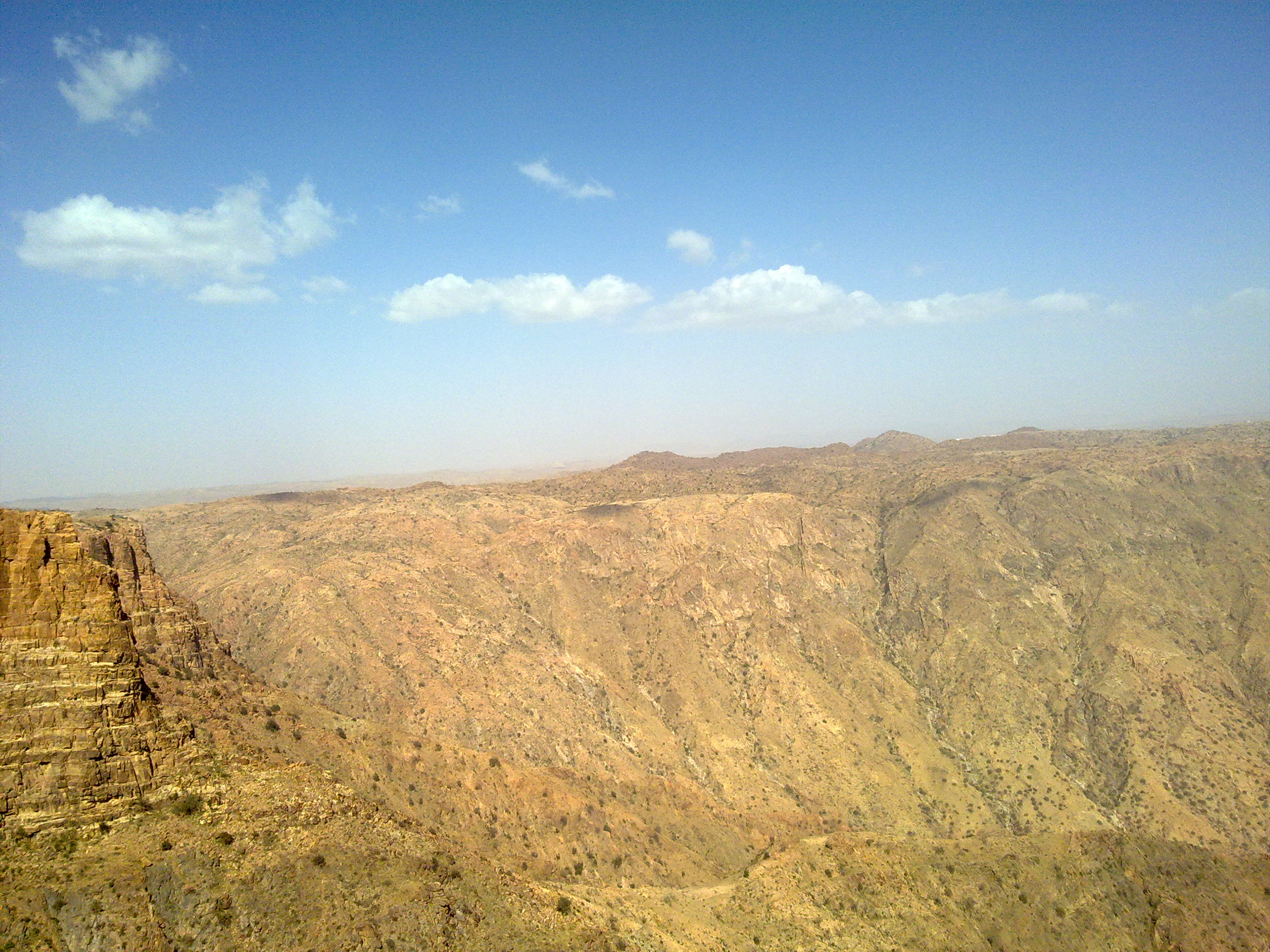
Paysages montagneux et désertiques de la province d'Asir actuelle.

Ce qui semble être des traces de bride découvertes en 2011 sur une représentation d'équidé a vu la naissance d'une théorie de domestication 7 000 ans av. J.-C. dans l'actuelle Arabie saoudite, près d’Abha dans la province d'Asir. D'après les archéologues saoudiens, la civilisation al-Maqar serait très avancée durant la période néolithique, notamment par son artisanat et ses représentations artistiques, incluant un buste d'équidé haut d'un mètre,. La région est verdoyante à l'époque, grâce à la présence d'un fleuve au lit asséché depuis. Ali al-Ghabban, vice-président du département des musées et antiquités, indique également que cette civilisation savait embaumer les morts. Cette hypothèse, médiatisée mais à laquelle les spécialistes ont accordé peu de crédit, est aujourd'hui rejetée.

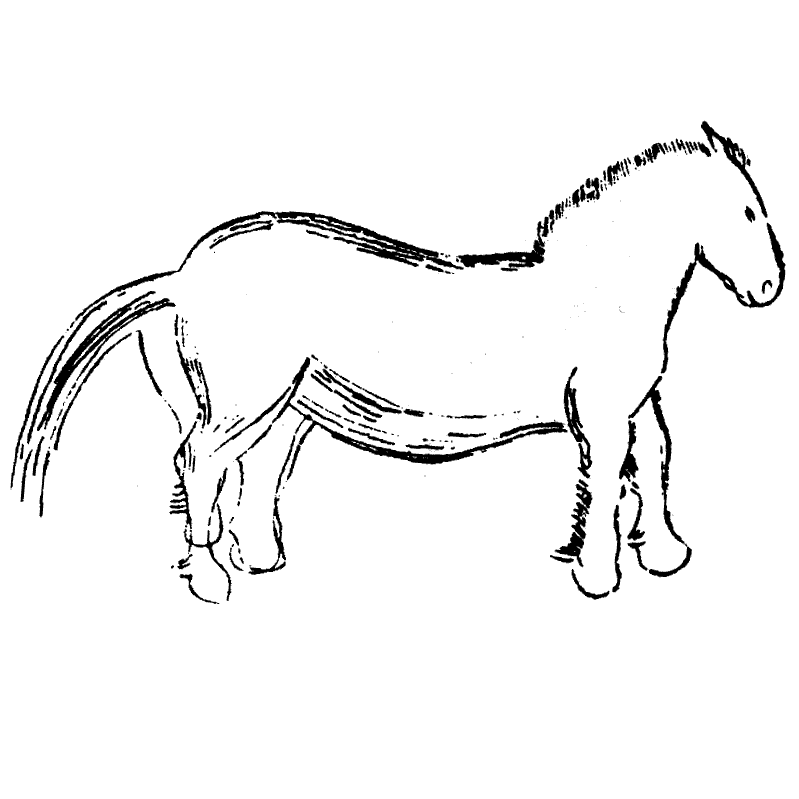
Représentation pariétale de la grotte de La Pasiega sur le mont Castillo.

La péninsule Ibérique recèlerait plusieurs foyers de domestication, peut-être indépendants de celle qui a eu lieu dans les steppes eurasiennes, au IIIe millénaire av. J.-C.. Le Portugais Ruy d'Andrade défend déjà cette idée. Le vulgarisateur anglais Elwyn Hartley Edwards note la présence de ce qui semble être un harnais peint sur un cheval, dans une peinture pariétale espagnole datée de 15 000 ans avant notre ère, découverte à la grotte d'El Castillo à Puente Viesgo dans l'actuelle Cantabrie. Il suppose qu'à cette époque, le cheval est déjà employé à divers travaux, mais sa théorie, peu crédible, n'est pas reprise par la communauté scientifique. Des foyers de domestications distincts sont supposés dès la culture campaniforme dans le Sud de l'Espagne et dans le centre du Portugal actuels. Les chevaux y présentent une diminution de stature et une augmentation de la diversité génétique. Ces foyers sont proches de l'habitat ancestral des Pottokak, l'une des plus anciennes populations chevalines européennes.

## Espèce ou sous-espèces domestiquées

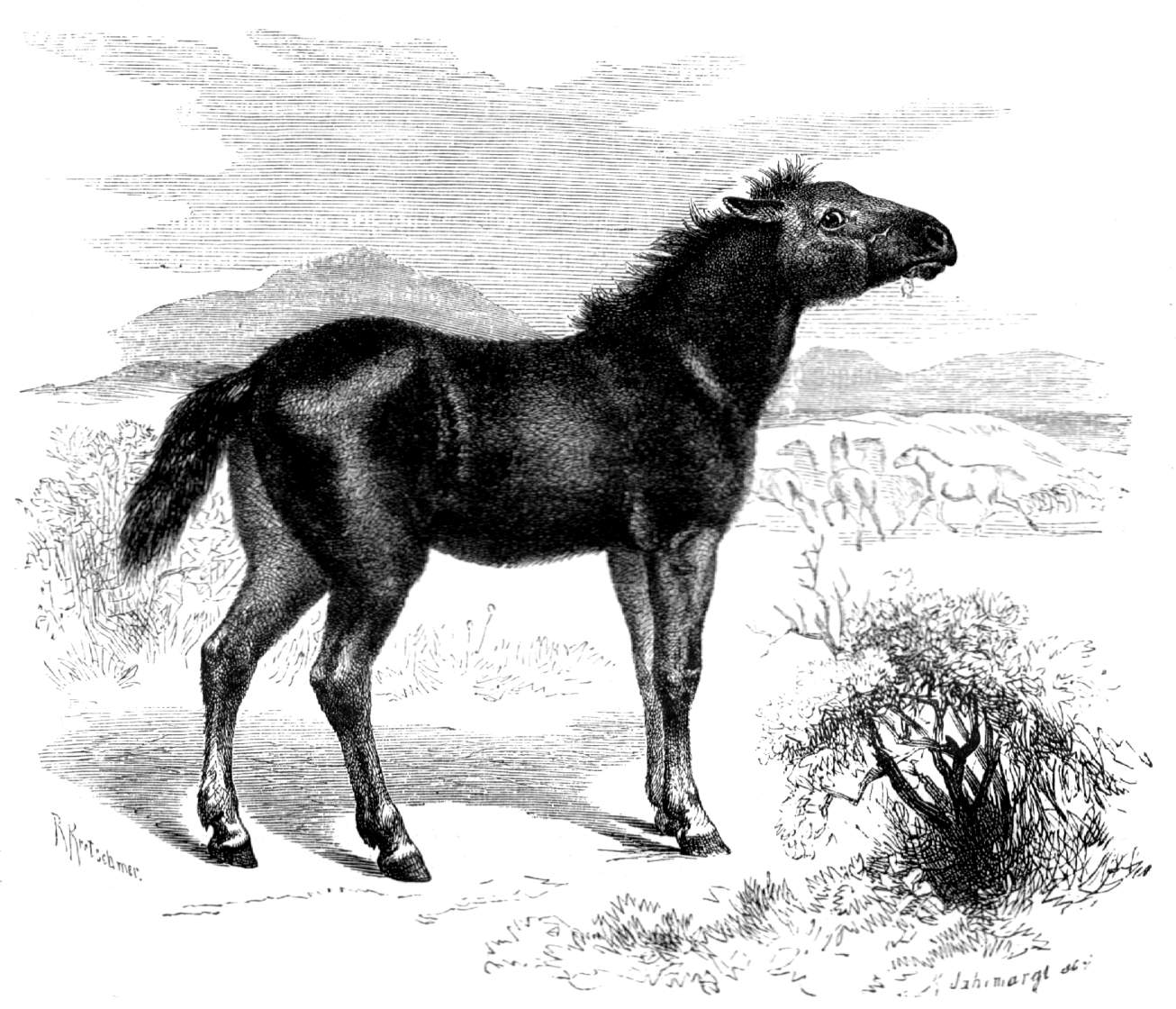
Tarpan des steppes (Equus ferus gmelini), l'un des ancêtres supposés des chevaux domestiques.

Les origines exactes des chevaux domestiques sont peu connues en raison du manque de restes retrouvés et de l'absence de modifications sur le squelette durant les premières phases de la domestication. Une autre difficulté réside dans la proximité entre chevaux domestiques et sauvages : ces animaux peuvent s'échapper et se réadapter facilement à la vie en liberté. Il apparaît néanmoins que les chevaux d'Europe sont globalement sauvages jusqu'à la fin de la période néolithique.
Le cheval domestique est classé comme Equus caballus ferus. Il n'existe plus aucune population de chevaux sauvages n'ayant jamais été domestiquée. Même le cheval de Przewalski, aujourd'hui entièrement sauvage, descend d'une souche anciennement domestiquée par la culture Botaï, mais cette lignée n'est pas l'ancêtre des chevaux domestiques actuels. Plusieurs sous-espèces de type Equus semblent avoir existé, et pourraient être les ancêtres des populations domestiques.

### Mode de sélection
Une analyse ADN a été réalisée sur différentes races de chevaux par l'Université d'Uppsala, il s'agit d'une étude comparative d'ADN mitochondrial de chevaux fossiles trouvés dans le pergélisol d'Alaska et de chevaux actuels de différentes races (191), dont certaines dites primitives. Elle suggère que des chevaux ont été domestiqués à partir de nombreux spécimens, et sûrement issus de plusieurs lieux différents. La diversité génétique des chevaux est plus grande que pour les autres animaux domestiques, ce qui suggère une proximité avec l'espèce sauvage originale ou un plus grand nombre de spécimens originaires de la domestication. 
Les différents types de morphologies chevalines sont une combinaison d'élevage sélectif et de traits semi-sauvages, les troupeaux domestiques étant à plusieurs reprises réapprovisionnés en juments sauvages locales, qui se propagent ensuite hors du premier foyer de domestication supposé, dans la partie occidentale des steppes eurasiennes. 
Les études génétiques pointent toutes un événement de domestication unique pour un nombre limité d'étalons, et un repeuplement répété de juments sauvages dans les troupeaux domestiques,,, soit un minimum de 77 juments ancestrales différentes, divisées en 17 lignées distinctes.
Les gènes situés sur le chromosome Y sont hérités du père par sa descendance mâle, ces lignées présentent un degré très réduit de variation génétique chez les chevaux domestiques modernes. Peu d'étalons ont été domestiqués, il est peu probable que les descendants mâles provenant des unions entre étalons domestiques et juments sauvages aient été inclus dans le cheptel reproducteur des débuts de la domestication,. Toutes les études génétiques s'accordent aussi sur la présence d'un grand nombre de juments domestiquées,,,,,.

### Apparence

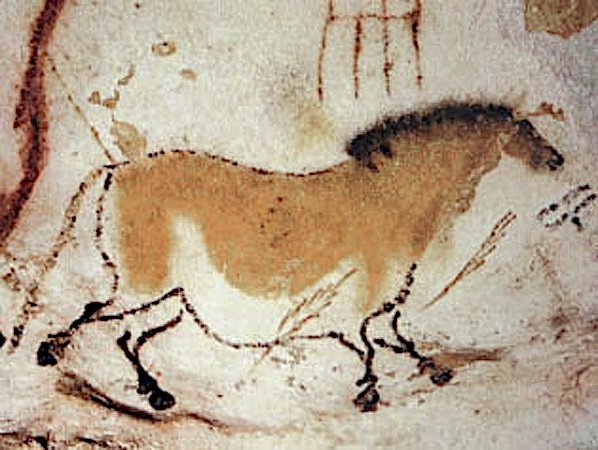
Cette peinture de Lascaux montre clairement un cheval à la robe sauvage.

Des éléments tels que les peintures rupestres de Lascaux suggèrent que les chevaux que certains chercheurs étiquettent comme « sous-type Tarpan » ressemblent à des Przewalski dans leur aspect général : grosses têtes, robe sauvage, encolure courte et épaisse, crinière raide, courte et poussant verticalement, jambes robustes.
Les robes baies, alezanes et noires forment les trois robes présentes dans les premières populations de chevaux sauvages, les robes noires et baies sont très répandues chez le cheval 5 700 ans av. J.-C.. Les robes sombres sont peut-être privilégiées par la sélection naturelle, afin de fournir au cheval un camouflage contre ses prédateurs. Les recherches effectuées sur des chevaux domestiques de Tószeg (Hongrie actuelle), à l'âge du bronze ancien, pointent une taille de 1,35 m au garrot, celle d'un poney de nos jours. Au Néolithique et durant l'âge du bronze, la taille des chevaux domestiques varie de 1,20 m à 1,35 m, ce qui reste la norme jusqu'au IIIe siècle av. J.-C., époque où les derniers chevaux sauvages semblent disparaître du territoire français.

### Espèces ou sous-espèces concernées
Par le passé et notamment au XXe siècle, de nombreuses théories ont été proposées sur l'origine du cheval domestique et ses différentes races. Deux courants de pensée dominent, celui d'une unique espèce ou sous-espèce sauvage à l'origine des chevaux domestiques, ou bien de multiples espèces, sous-espèces ou types sauvages à l'origine du cheval domestique,. Selon Jared Diamond, il est possible aussi que deux sous-espèces « sauvages » soient à l'origine des chevaux domestiques, et que des sous-espèces domestiques aient disparu car les autres se sont révélées plus réceptives au contact avec les humains, l'élevage sélectif ayant donné le cheval domestique moderne. Ces théories, toutes fondées sur le corps et la conformation, avant la disponibilité des études ADN pour la recherche, ont, depuis, été remplacées. Les études modernes suggèrent l'existence d'environ quatre types de chevaux sauvages adaptés à leur environnement avant la domestication. Certains chercheurs y voient des sous-espèces, d'autres suggèrent des manifestations physiquement différentes de la même espèce. Une étude récente indique une espèce sauvage unique, tous les chevaux actuels étant issus de l'élevage sélectif ou de l'adaptation à différents biotopes après la domestication. D'après la théorie la plus courante, toutes les races modernes sont issues (en y ajoutant le sous-type Tarpan) des trois grands « types » de chevaux suivants : Warmblood (ou Equus caballus germanicus / cheval des forêts), type « Trait », et cheval oriental.

#### Théorie d'une sous-espèce unique
Les tenants de cette théorie postulent que la domestication du cheval s'est produite en un unique lieu et sur une unique population de chevaux sauvages, de laquelle descendraient tous les chevaux domestiques actuels grâce à la pratique de l'élevage sélectif. L'hypothèse kourgane suppose que les chevaux domestiques dérivent d'une seule espèce issue des steppes d'Asie centrale, domestiquée par le peuple de la culture de Samara. Elle a semblé dans un premier temps contredite par de récentes découvertes, en particulier celles de la génétique. Mais les nombreux croisements entre ces premiers chevaux domestiques, étendues par l'Homme dans toute l'Eurasie, avec les différentes sous-espèces sauvages rencontrées qui auraient été absorbées par les troupeaux domestiques (les chevaux domestiques étaient essentiellement élevés en semi-liberté), serait à l'origine d'une plus forte diversité des origines génétiques des chevaux domestiques actuels, et pourraient donc très bien expliquer ces résultats avec une seule domestication au départ.

#### Théorie des sous-espèces multiples

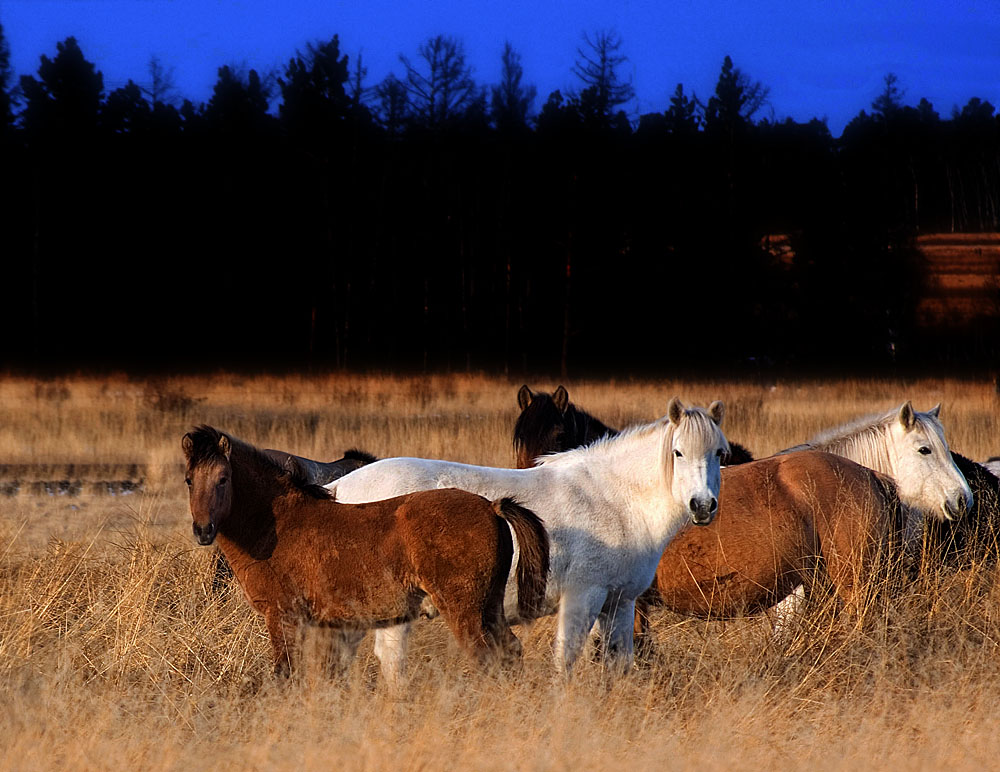
Les poneys yakoutes sont proposés comme une sous-espèce à l'origine des chevaux actuels, d'après Elwyn Hartley Edwards.

La théorie de James Cossar Ewart (Écosse) et Johann Ulrich Duerst (Allemagne) postule l'existence de trois types de chevaux primitifs, considérés comme sous-espèces d’Equus caballus et ancêtres des races actuelles : le cheval des forêts (Equus caballus germanicus), descendant du « cheval diluvien » Equus caballus silvaticus ; le cheval asiatique sauvage ou cheval de Przewalski (Equus caballus przewalskii przewalskii) et le Tarpan (ou Equus caballus gmelini). À ces trois sous-espèces, Elwyn Hartley Edwards en ajoute une quatrième, le « cheval des toundras », ancêtre supposé du poney yakoute, selon lui largement ignoré des hippologues.
Une théorie plus tardive, soutenue par plusieurs érudits européens comme Jimmy Speed, Ruy d'Andrade, Hermann Ebhardt et Edward Skorkowski, postule l'existence de quatre types chevalins morphologiquement différenciés, qui ne peuvent être considérés comme des espèces nommées et distinctes : le premier a une morphologie de poney et provient d'Europe du Nord-Ouest, il résiste au froid et à l'humidité, se révélant proche de l'actuel poney Exmoor. Le second est un type de poney plus grand que le premier, résistant au froid et proche des actuels poney Highland et Fjord. Le troisième est le cheval d'Asie centrale, résistant à la chaleur et la sécheresse, semblable aux actuels Sorraia et Akhal-Teké. Enfin, le dernier est le cheval de l'Ouest de l'Asie, petit et doté d'une ossature fine, résistant à la chaleur, semblable à l'actuel Caspien.

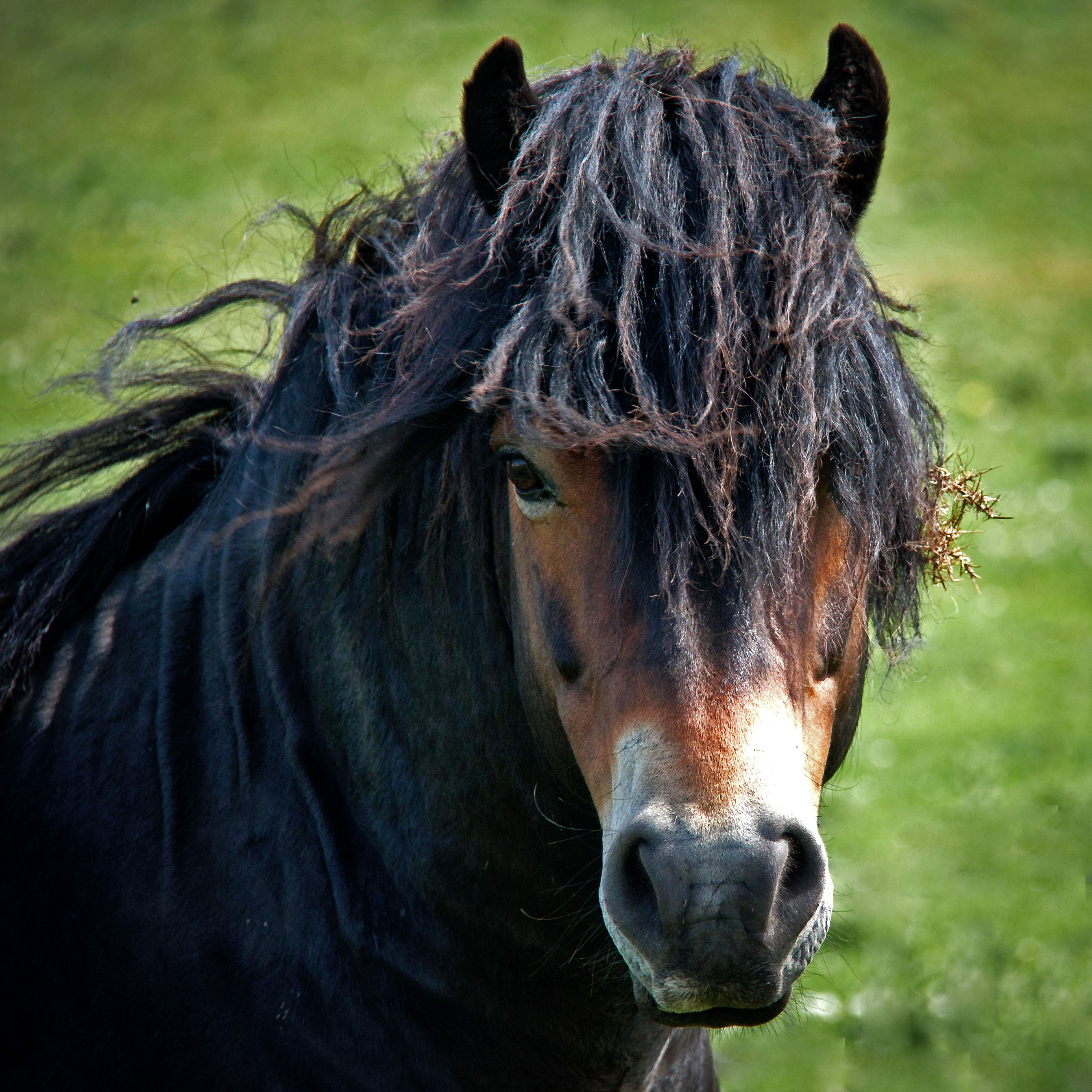
L'Exmoor, qualifié de « poney celte », est proche des chevaux primitifs.

Le paléontologue américain Deb Bennett postule que la forme primitive d’Equus caballus s'est diversifiée en sept sous-espèces, chacune adaptée à un environnement donné,, dont quatre sont les ancêtres d'une grande majorité des chevaux domestiques, à la fois directement et par l'intermédiaire de croisements entre elles. La première est dite Warmblood, Equus caballus mosbachensis, cheval diluvien ou cheval des forêts, la plus ancienne de ces sous-espèces hypothétiques, ancêtre du cheval letton, du Groningen, de l'Ardennais et des races warmblood. La sous-espèce dite « trait », un petit animal solide et trapu au pelage épais provenant du Nord de l'Europe, est adaptée aux climats froids et humides, ressemblant un peu au Fjord. Il serait l'ancêtre de l'Exmoor, du Shetland, du Suffolk Punch et du trait belge. La sous-espèce orientale, Equus caballus pumpelli ou Equus agilis, un animal plus grand, mince, raffiné et agile provenant de l'Ouest de l'Asie, est adaptée aux climats arides, pensée pour être l'ancêtre du cheval arabe moderne et du Marwari,. Le Tarpan, Equus caballus gmelini ou Equus caballus ferus, de robe sauvage, est un animal robuste, de la taille d'un grand poney, adapté aux climats froids et secs du Nord de l'Asie, proposé comme un prédécesseur du Konik, du Viatka, du Huçul et du cheval mongol.
Les trois autres sous-espèces proposées sont le cheval de Przewalski (Equus caballus przewalskii), le cheval Lamut (Equus caballus alaskae), et le cheval de l'Amérique glaciaire (Equus caballus laurentius ou Equus caballus midlandensis).

#### Cas du cheval de Przewalski

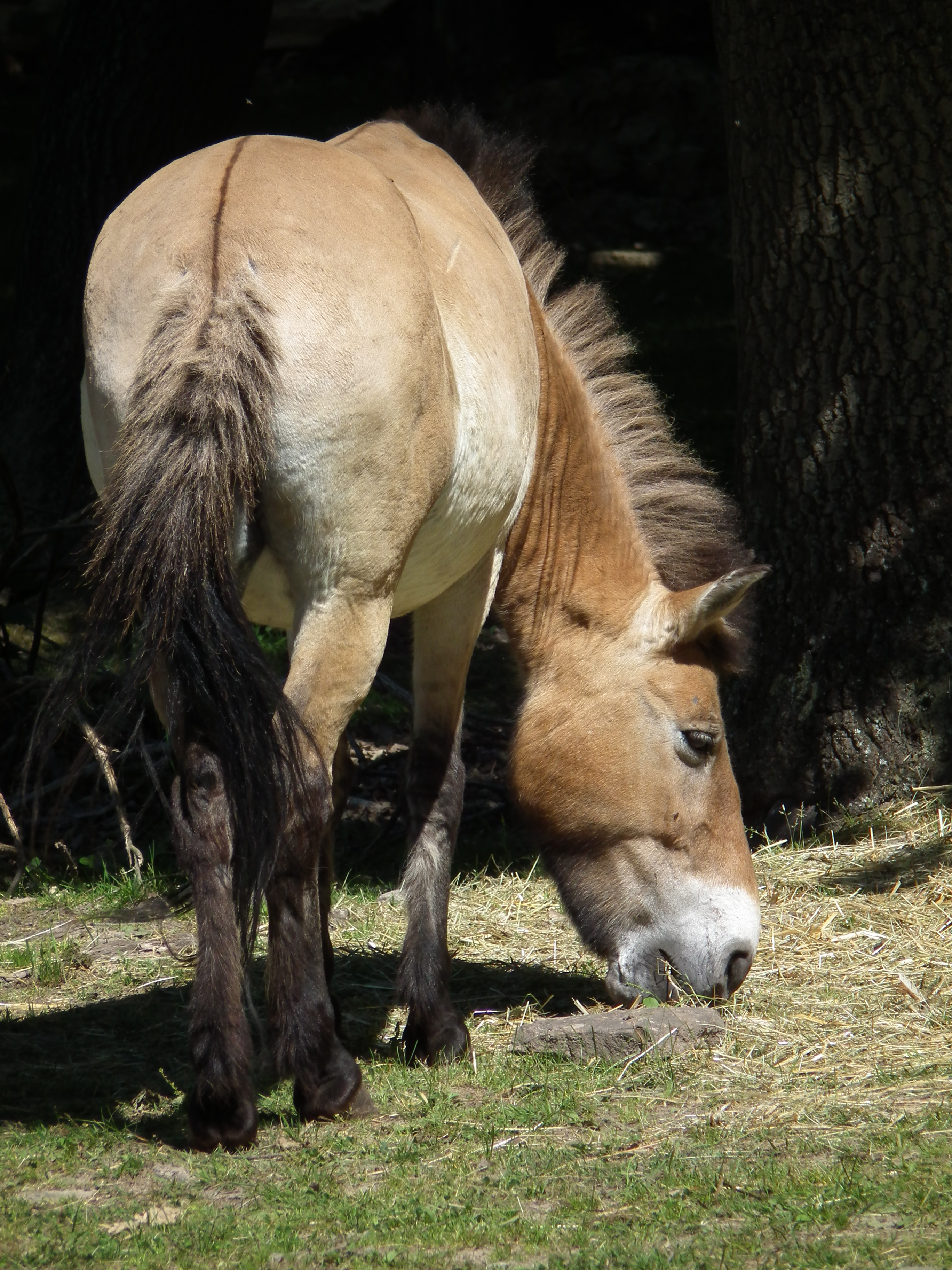
Cheval de Przewalski.

Seuls deux « groupes » de chevaux sauvages n'ont jamais été domestiqués et ont survécu jusqu'à l'époque moderne : le cheval de Przewalski (Equus ferus przewalskii) et le Tarpan (Equus ferus ferus). Le Tarpan s'est éteint à la fin du XIXe siècle, et le cheval de Przewalski reste en danger critique d'extinction. Bien que des chercheurs comme Marija Gimbutas aient supposé que les chevaux de la période chalcolithique étaient des Przewalski, les plus récentes études génétiques réfutent cette théorie.
Le Przewalski dispose de 66 chromosomes, alors que les chevaux domestiques modernes en ont 64, et leur ADN mitochondrial (ADNmt) forme un groupe génétique distinct. Cela suggère qu'il descend d'un groupe génétique régional distinct, dans la partie orientale des steppes eurasiennes, différent de celui qui a donné les chevaux domestiques modernes. Il possède plusieurs caractéristiques anatomiques plus proches d'autres équidés que du cheval domestique, comme la position de ses yeux vers l'avant. Une récente analyse de leur ADN mitochondrial suggère que le cheval domestique moderne et le Przewalski ont divergé voici 160 000 ans.
Les études utilisant l'ADN ont toutefois eu des résultats variés. Une étude moléculaire de 2009, utilisant l'ADN fossile (qui est l'ADN récupéré à partir des découvertes archéologiques comme des os et des dents) place le cheval de Przewalski parmi les chevaux domestiqués. Ces difficultés existent en partie à cause de croisements entre des chevaux domestiques de passage et le cheval de Przewalski, ainsi que la variation génétique limitée présente dans la population fondatrice du cheval de Przewalski moderne.

## Évolution du phénomène de domestication

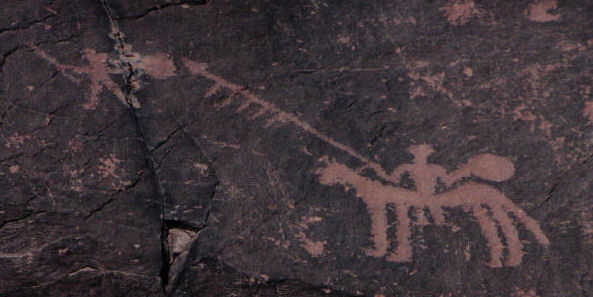
Représentation préhistorique de cavalier dans la vallée de la Draa, au Maroc.

Quelle que soit la date précise de la première domestication, les chevaux domestiques se répandent à travers l'Eurasie et les utilisations de l'animal se multiplient. L'historien français Daniel Roche voit dans la domestication du cheval un phénomène très progressif qu'il découpe en trois phases, entamées par les apprivoisements en semi-liberté et achevées par l'apparition des cavaleries militaires et du « cheval moteur ». La chasse sélective et le contrôle des troupeaux en captivité intensifient le rapport du cheval aux hommes et sa socialisation dans un premier temps. L'animal permet alors de fournir de la viande, du cuir pour les tentes et les vêtements, du crottin séché pour alimenter les feux, et du lait dont les peuples nomades tirent une boisson, le kumiz,. La mise au travail pour le transport d'hommes et de matériaux, les travaux agricoles et la guerre intervient plus tard. La domestication totale du cheval est acquise lorsque ces animaux ne peuvent plus se nourrir, se reproduire ni se défendre contre leurs prédateurs sans l'aide de l'homme.
Tous les peuples du monde n'ont pas domestiqué de chevaux. Jean-Pierre Digard met en exergue une différence entre sociétés « domesticatrices » et sociétés « apprivoisatrices ». Certains peuples (d'Afrique, d'Australie et d'Amérique en particulier) n'ont pas tenté de domestiquer les animaux avec lesquels ils sont entrés en contact, tandis que les Eurasiens ont multiplié les expériences de domestications animales.

### Transformations de l'espèce
Le développement de l'agriculture vers 3500 av. J.-C. permet de mieux nourrir les chevaux et leur fait acquérir une meilleure constitution, ce qui correspond aux débuts de l'élevage sélectif. L'espèce se transforme sous l'action de l'homme, change de génome et donc de morphologie, de couleur (robe) et de comportement : les animaux les plus proches de l'homme et se reproduisant le plus facilement en captivité sont privilégiés. En décembre 2014, une étude internationale révèle l'ampleur de ces modifications du génome du cheval sous l'action de l'homme. Entre 13 et 60 % du génome des chevaux domestiques provient d'ancêtres sauvages désormais éteints. Comme pour de nombreux autres animaux domestiques, cela a entraîné une perte de diversité génétique chez l'espèce. Parallèlement, en sélectionnant des chevaux aptes à la selle ou encore au trait, l'homme a modifié 125 gènes, associés notamment au muscle cardiaque, au développement musculaire, aux membres et aux articulations du cheval. Une mutation génétique a entraîné une diminution de la peur, une modification de rapports sociaux et des facultés d'apprentissage. Elle semble avoir joué un rôle important dans la mise de ces animaux au service des humains.

#### Morphologie
Le cheval ne subit pas de transformations morphologiques radicales sous l'effet de sa domestication (contrairement au chien ou au cochon par exemple). Il acquiert une face légèrement plus longue et une boîte crânienne plus bombée. Il ne subit pas non plus, à l'inverse d'un très grand nombre d'animaux domestiqués, de diminution du volume de son encéphale.
Il n'existe pas de races à viande ou de races laitières chez les chevaux, malgré la consommation de leur viande et de lait de jument sur une très longue période. Une sélection s'effectue sur l'aptitude à être monté ou l'aptitude à la traction, donnant naissance à terme aux types dits cheval carrossier et cheval de trait, au XIXe siècle. Cette même époque voit une tendance à l'accroissement de la taille et de la masse des chevaux qui se traduit, en particulier, par ce que Jean-Pierre Digard nomme la « mastodontification » des races de trait et des sélections sur certaines robes. Elle semble inscrite dans une logique d'identité régionale autant que d'impératif économique. Un phénomène de « miniaturisation », à la même époque, touche les chiens, les gallinacés et les lapins. Elle touche aussi le cheval, avec la création des races de chevaux miniatures du type Falabella et mini-Shetland. Les motivations ne sont vraisemblablement pas à rechercher dans une transformation en animal de compagnie, la diminution de la taille ne rend pas pour autant le cheval adapté à la vie dans un espace réduit ou à l'intérieur d'une habitation humaine : Jean-Pierre Digard l’interprète comme un « désir mégalomaniaque de contrôler la nature ».

Différents types morphologiques de chevaux, issus de l'élevage sélectif, après la domestication
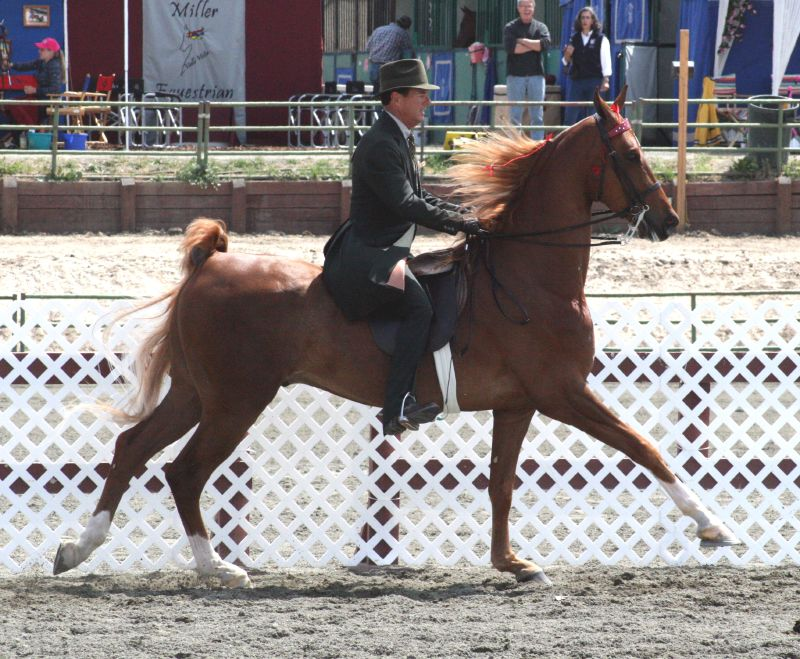
Cheval de selle, destiné à être monté.
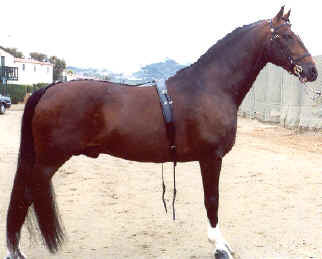
Cheval carrossier, destiné à la traction légère.
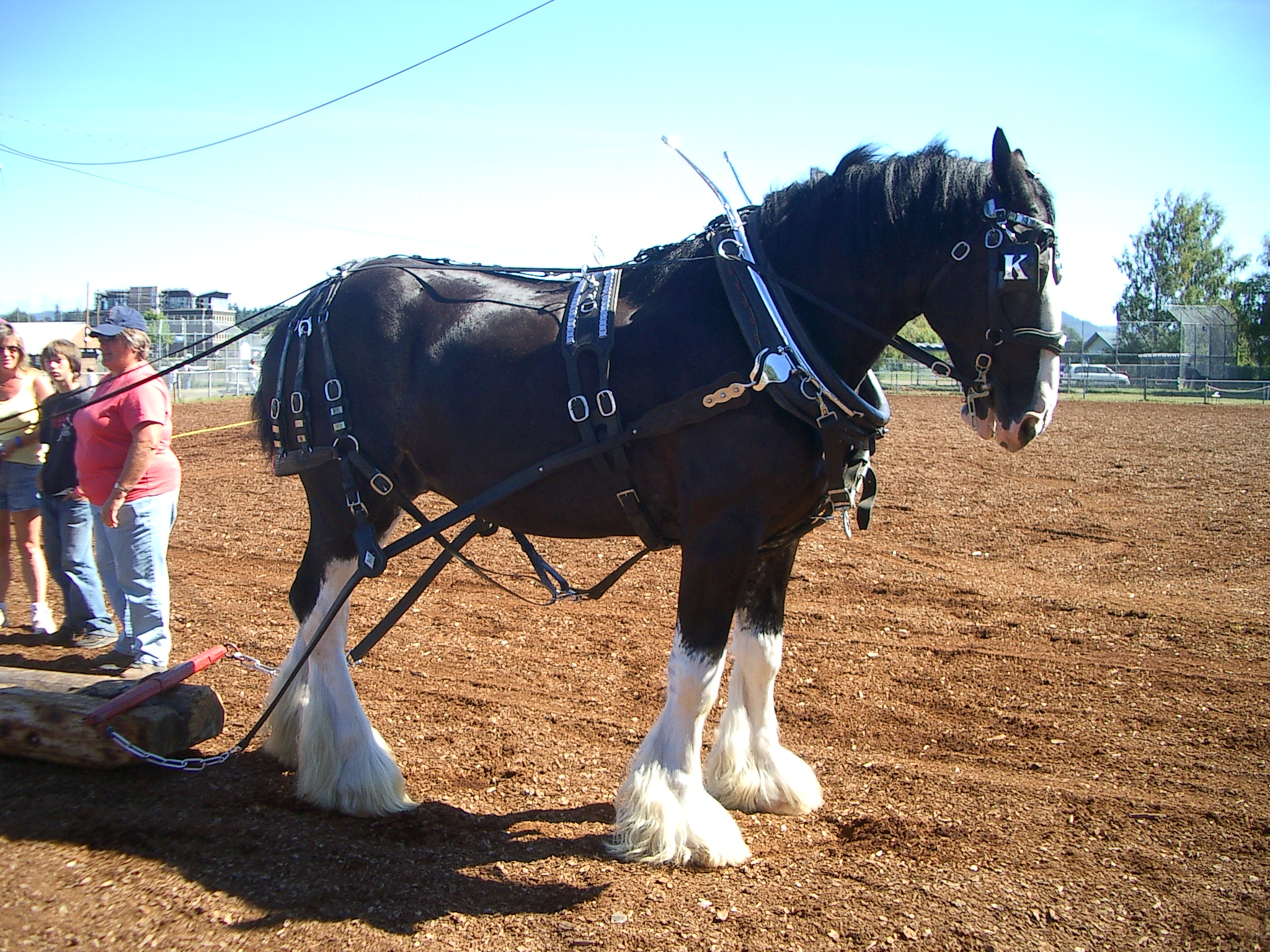
Cheval de trait, destiné à la traction lourde.
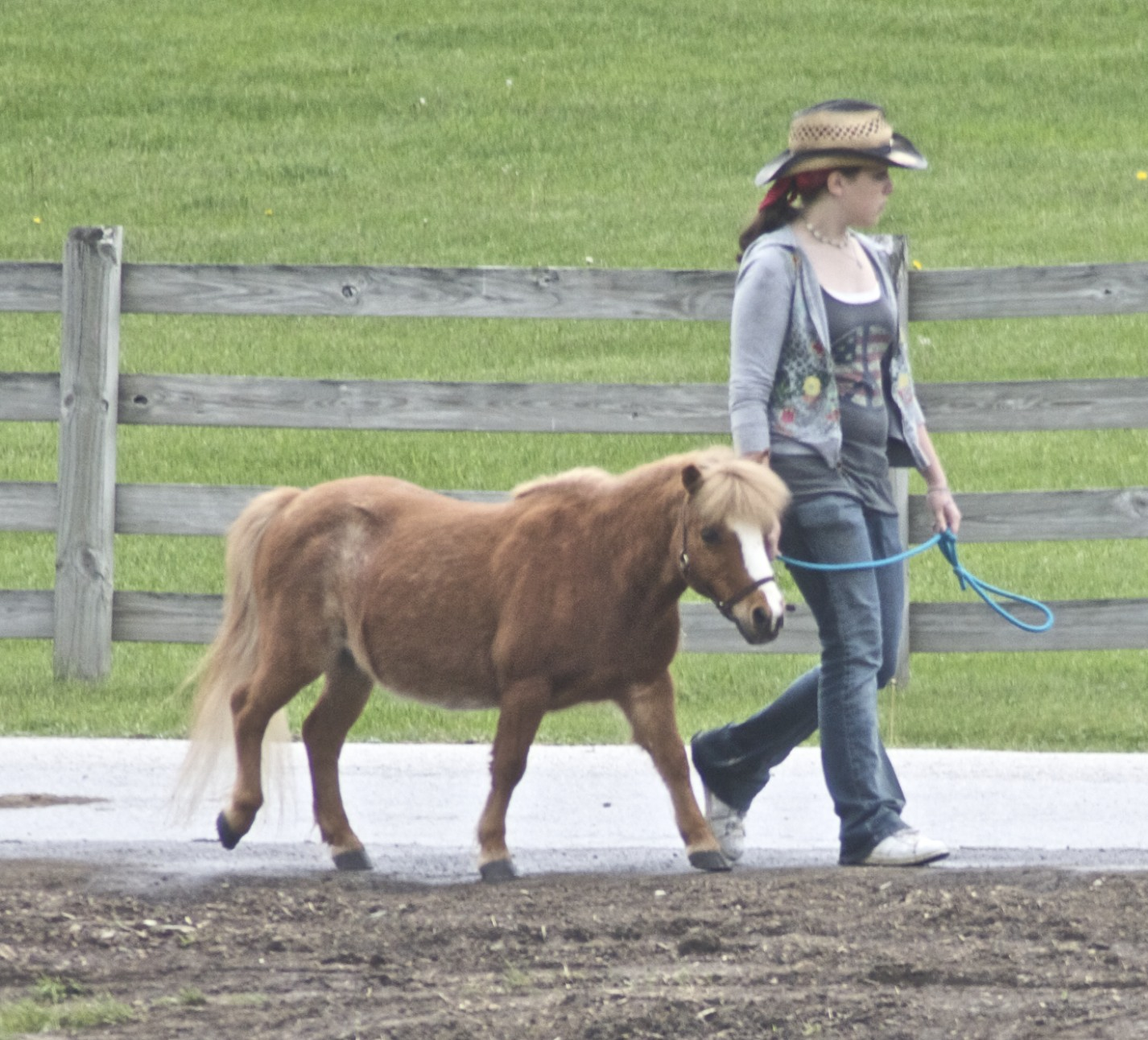
Cheval miniature (moins de 90 cm).

#### Robes
La domestication et l'élevage sélectif accroissent également énormément la variété des robes. Des recherches effectuées en 2009, publiées dans la revue Science, montrent que 12 000 ans avant notre ère, seule la robe baie est présente chez les chevaux sauvages, associée au gène Dun, ou gène sauvage, qui se caractérise par la présence d'une raie de mulet et de zébrures sur les membres. À l'holocène, la robe noire fait son apparition (et par conséquent avec elle la robe souris, qui est une robe noire affectée du gène Dun). Elle concerne environ un quart des chevaux sauvages. Les robes se diversifient sous l'influence de l'homme, en effet les guerriers préfèrent les chevaux colorés aux animaux ternes d'après une étude sur l’ADN fossile. À l'âge du bronze apparaissent des chevaux gris et pie sabino et tobiano, robes qui auraient été éliminées à l'état sauvage par la sélection naturelle. Un autre trait caractéristique de la domestication est la présence de marques blanches sur la tête et les membres, à l'instar d'autres espèces animales domestiquées.

Différentes robes de chevaux issues de l'élevage sélectif, après la domestication
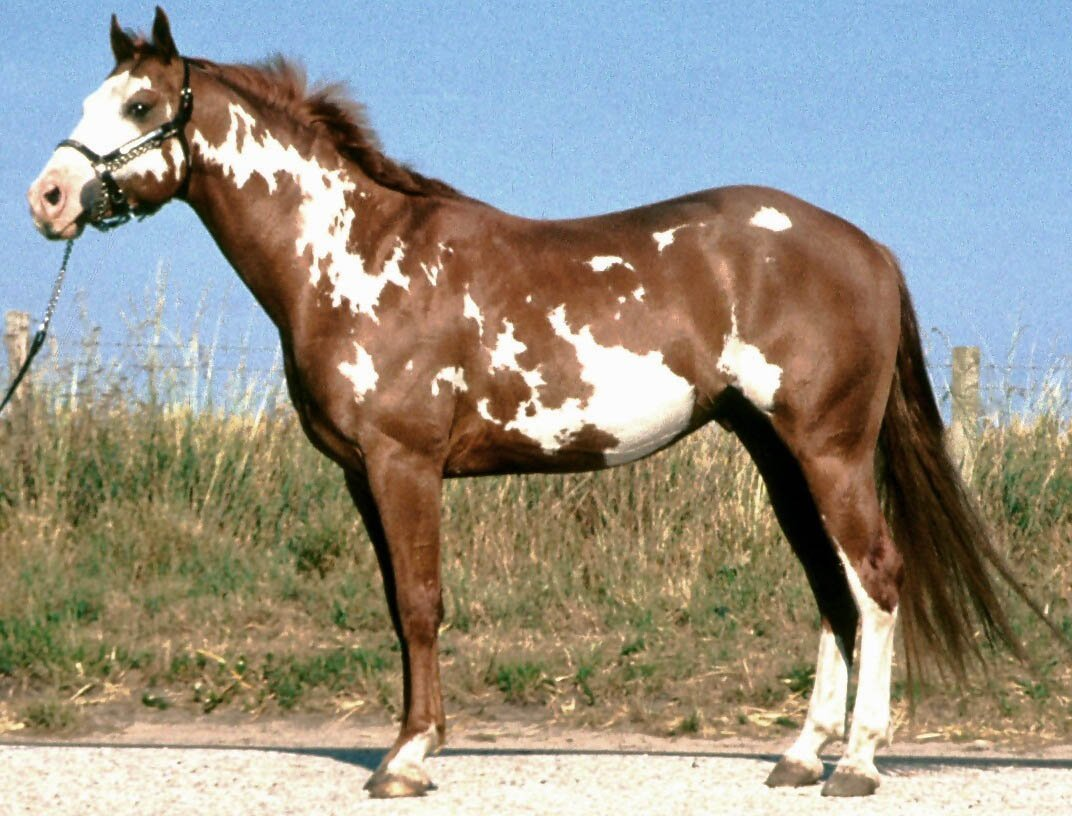
Overo.
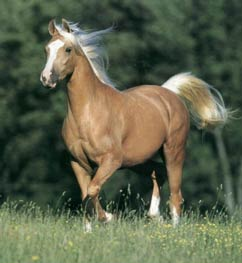
Palomino (à noter, les marques blanches sur la tête et les membres).
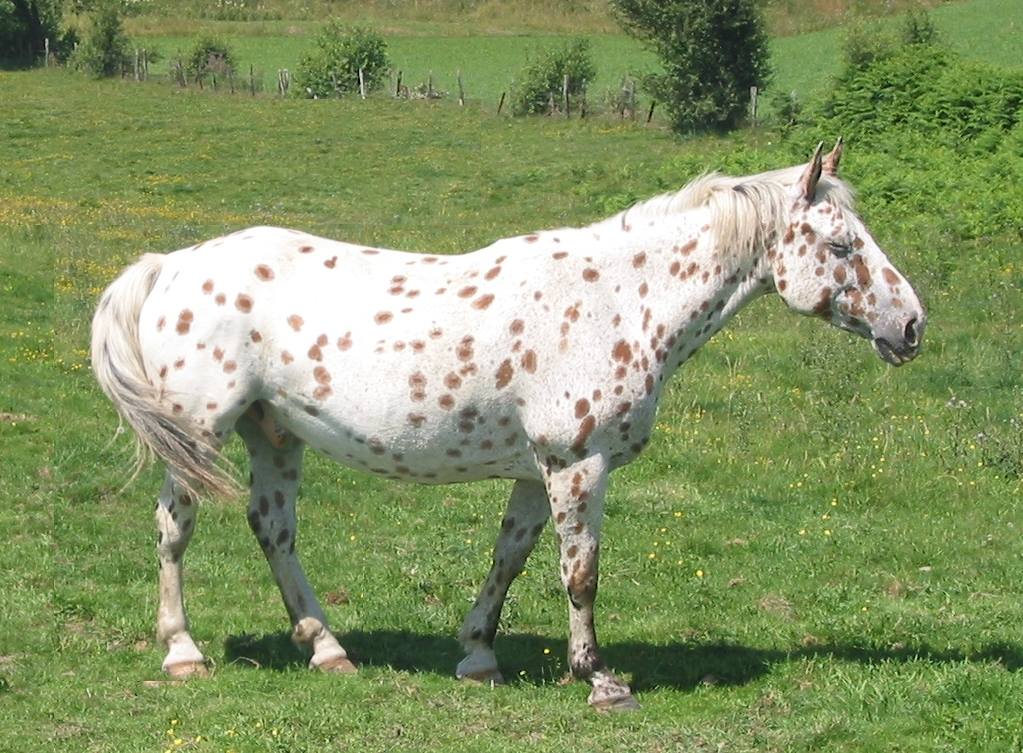
Léopard.
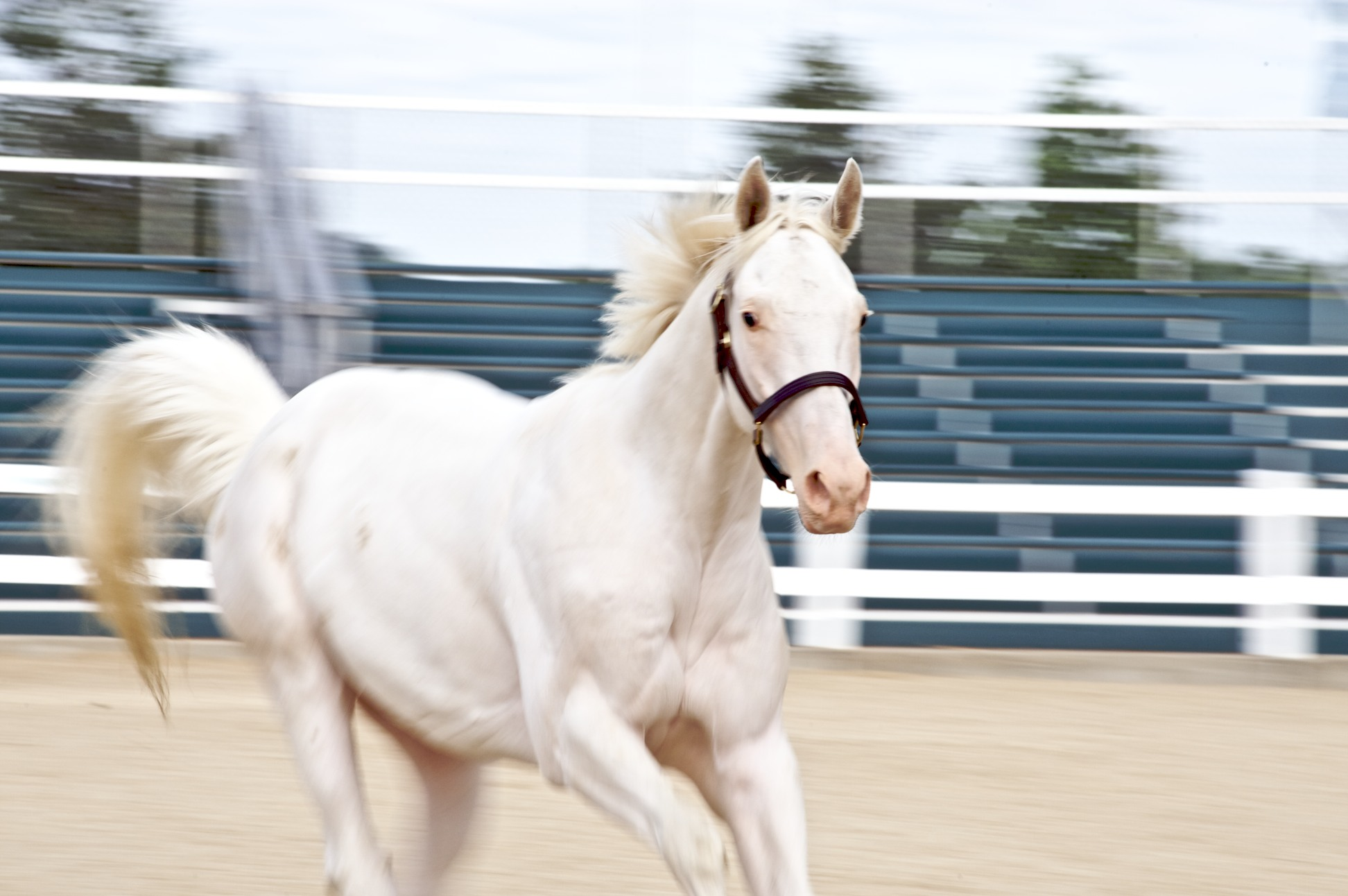
Blanc.

Certaines robes sélectionnées par l'homme sont associées à des maladies ou à des handicaps d'origine génétique, tel le syndrome du poulain blanc et la surdité qui touche, en particulier, les animaux aux oreilles blanches.

### Expansion géographique

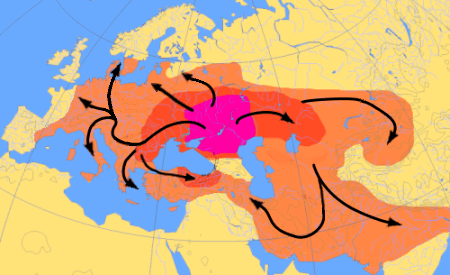
L'expansion des Indo-européens, présentée sur cette carte, longtemps associée à l'utilisation du cheval mais la précédent d'un millénaire.

L'expansion géographique des peuples qui maîtrisent le cheval s'intensifie à l'arrivée de l'âge du bronze, quand les chefs commencent à se déplacer sur son dos. Il reste longtemps absent en dehors de la région des steppes eurasiennes : les os de chevaux sont rares ou absents aux périodes néolithique et chalcolithique à l'Ouest de la Turquie, en Mésopotamie, dans la majeure partie de l'Iran, dans l'Asie centrale et méridionale, et dans une grande partie de l'Europe,,.
Dans le Caucase et en Anatolie, l'introduction rapide et à grande échelle des chevaux domestiques a lieu à la fin du troisième millénaire avant notre ère. Ces chevaux importés présentaient des couleurs de pelage absentes chez les chevaux sauvages locaux avant la domestication. La continuation de la lignée maternelle anatolienne P à l'âge du bronze implique une certaine incorporation limitée de juments locales dans les troupeaux domestiques. Il gagne l'Inde, l’Iran et la Grèce 1 500 ans plus tard. Il est étroitement associé aux Indo-Européens, peuples cavaliers aidés dans leurs migrations par son utilisation, bien que cette association, défendue par Marija Gimbutas, présente des failles et des incertitudes, en particulier concernant l'utilisation et l'impact des chevaux hors des steppes avant la fin du IIIe millénaire av. J.-C..

#### Effondrement de la «vieille Europe»
Vers 4200-4000 ans avant notre ère, plus de 500 ans avant l'expansion géographique des Indo-Européens, des os de chevaux et de nouveaux types de tombes apparaissent vers Souvorovo, au nord du delta du Danube, dans les steppes de l'Ukraine côtières, près de Izmaïl. Ces tombes sont probablement issues de traditions funéraires antérieures dans les steppes autour du Dniepr. Certaines contiennent des pierres polies en forme de têtes de chevaux, et des perles en dent de cheval. Des tombes plus anciennes de la même région contiennent des masses de pierres polies, certaines sculptées en têtes d'animaux. Les foyers de peuplement des steppes contemporaines de Suvorovo, comme Sredni Stog II et Dereivka, sur le Dniepr, contiennent 12 à 52 % d'os de chevaux.
Lorsque les tombes de Suvorovo apparaissent dans les prairies du delta du Danube, des masses en forme de tête de cheval font de même dans quelques villes agricoles des cultures de Tripolye et Hamangia, dans les actuelles Roumanie et Moldavie. Ces cultures agricoles n'avaient jamais utilisé de masses en pierre polie, les os de chevaux étant rares ou absents sur leurs sites de peuplement. Celles-ci ont vraisemblablement été amenées par des immigrés de Suvorovo. Après plusieurs contacts et commerces de métaux sur la période 4200-4000 avant notre ère, 600 villes agricoles, dont certaines étaient occupées depuis 2 000 ans, sont abandonnés dans la région, vraisemblablement avec la fin de l'exploitation du cuivre dans les Balkans.
Les traditions culturelles de ces villes agricoles ont disparu. Cet effondrement de la « vieille Europe » est attribué à l'immigration des guerriers indo-européens. L'effondrement pourrait avoir été causé par une guerre, aggravée par des raids montés. Les masses à tête de cheval ont été interprétées comme indiquant l'introduction de chevaux domestiqués et de l'équitation juste avant l'effondrement. Cependant, les raids montés sont juste une explication possible de cet événement complexe. La dégradation de l'environnement, la dégradation écologique due à des millénaires d'agriculture, et l'épuisement des minerais de cuivre sont également cités comme facteurs de causalité,.

#### Diffusion du cheval en Europe
La diffusion de l'utilisation du cheval se produit plus rapidement vers l'Est de l'Eurasie que vers l'Ouest et le Moyen-Orient, des restes équins datés de 3 000 ans av. J.-C. sont retrouvés à Chalain, dans le Jura actuel, ils ont servi de nourriture mais rien n'atteste d'une domestication. En Charente, la domestication du cheval est acquise à l'âge du bronze moyen, la présence de harnachements en bois de cerf et d'un montant de mors dans la grotte des Perrats en atteste.
Les chevaux sauvages européens chassés représentent jusqu'à 10 % des os d'animaux dans une poignée de colonies du Mésolithique et du Néolithique, dispersées à travers l'Espagne, la France, et les marais du Nord de l'Allemagne. Dans beaucoup d'autres parties de l'Europe, y compris la Grèce, les Balkans, les îles Britanniques et une grande partie de l'Europe centrale, les os de cheval se retrouvent très rarement au Mésolithique, au Néolithique ou sur des sites chalcolithiques. En revanche, les os de chevaux sauvages dépassent les 40 % des os d'animaux identifiés dans les camps du Mésolithique et du Néolithique dans les steppes eurasiennes, à l'ouest de l'Oural,,.
Environ 3500-3000 av. J.-C., les os de chevaux commencent à apparaître plus fréquemment dans les sites archéologiques au-delà des steppes eurasiennes, soit au centre de l'Europe, dans la vallée du Danube, le nord du Caucase et la Transcaucasie. Le nombre de chevaux augmente et ils sont de plus grande taille. Cette expansion est contemporaine de la culture de Botaï. Cela ne signifie pas nécessairement que les chevaux ont été domestiqués dans les steppes, mais les chasseurs de ces régions optent certainement pour l'emploi du cheval plus facilement que dans d'autres zones géographiques. Cette expansion est interprétée par de nombreux zoologistes comme le début de la propagation des chevaux domestiqués,,.

#### Au Proche-Orient

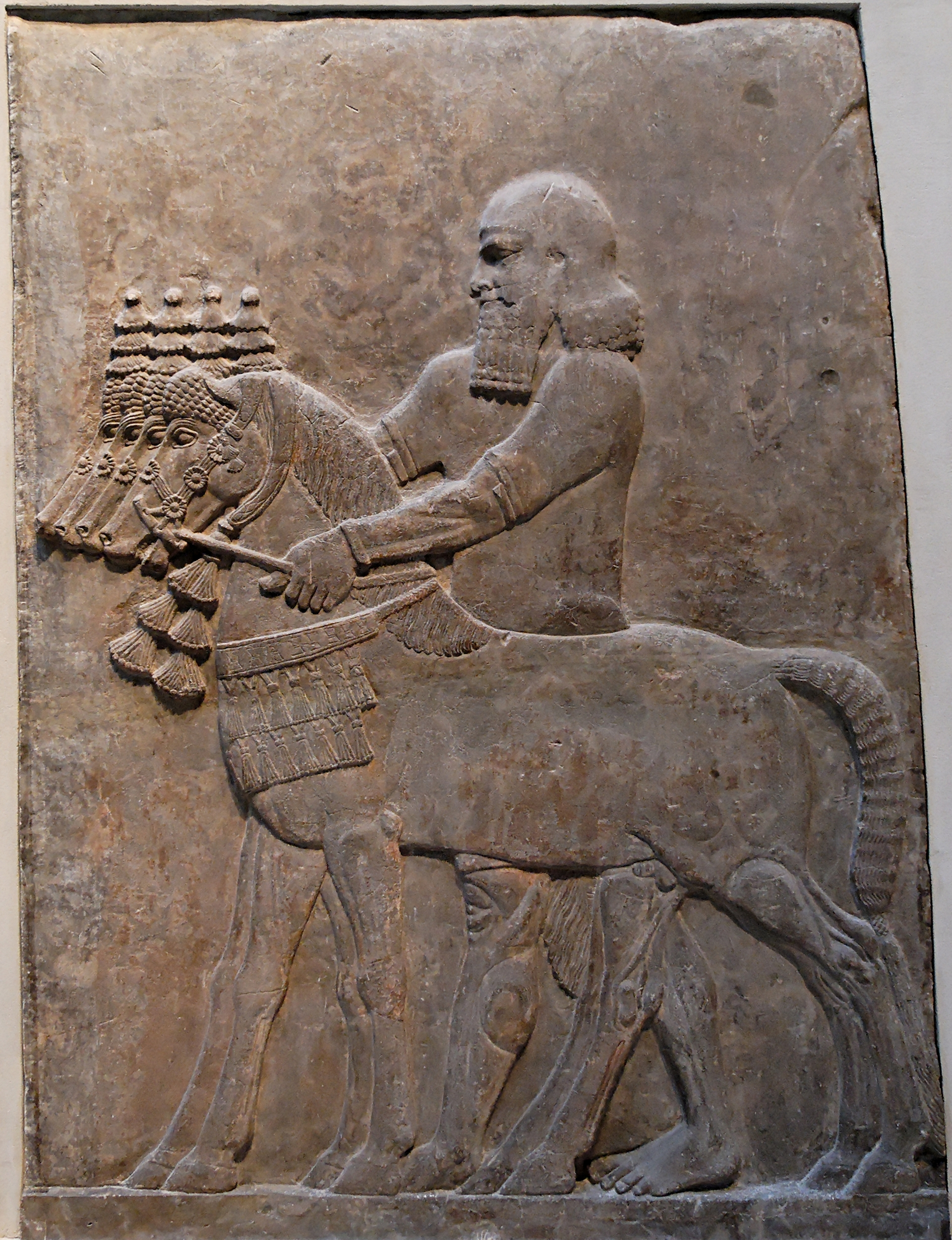
Écuyer conduisant des chevaux, bas-relief Dur-Sharrukin (Assyrie),

Alors que les os de chevaux sont identifiés dans les sites néolithiques du centre de la Turquie, tous les équidés totalisent moins de 3 % des os d'animaux. Parmi ces 3 %, les chevaux représentent moins de 10 %, avec 90 % ou plus d'équidés de type onagre et hydrontin (maintenant éteint). Les onagres, chassés en Syrie, Anatolie, Mésopotamie, Iran et Asie centrale, sont les équidés les plus communs du Proche-Orient. L'âne domestique est importé en Mésopotamie depuis l’Égypte probablement, mais les chevaux sauvages semblent absents de la région.
Les chevaux domestiques commencent à apparaître dans les représentations artistiques de Mésopotamie au cours de la période akkadienne, 2300-2100 ans avant notre ère.

#### En Chine
Une nouvelle expansion se produit dans les plaines du Proche-Orient et le Nord-Ouest de la Chine, autour de 2000 avant notre ère et en liaison avec le char. Bien que les ossements d'espèces incertaines se trouvent dans des sites néolithiques tardifs en Chine avant cette date, des os apparaissent dans plusieurs sites et en nombre significatif, parmi la culture de Qijia et la culture Siba, 2000-1600 av. J.-C., en Gansu et dans les provinces du Nord-Ouest de la Chine.

### Mise au travail

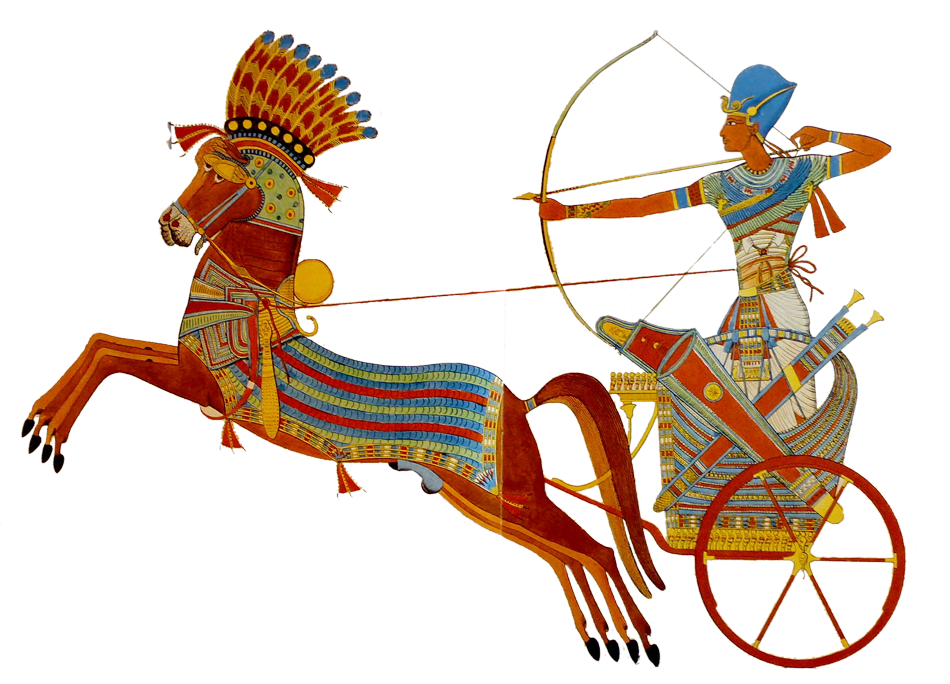
Le chariot de Ramsès II.

La datation des premières mises au travail du cheval est complexe, il est également difficile de savoir si l'animal est d'abord monté ou attelé, en particulier sur la période qui va du IVe millénaire av. J.-C. au IIIe millénaire av. J.-C., en raison de datations imprécises et de manque de preuves. Le processus occupe vraisemblablement une longue période de temps, nécessaire à un dressage complexe. L'hypothèse kourgane de Marija Gimbutas (désormais partiellement remise en cause) évoque l'infiltration de riches éleveurs d'Europe centrale par les peuples des steppes à la hiérarchie sociale organisée, qui auraient ensuite généralisé l'équitation, le sacrifice du cheval et l'usage de la langue indo-européenne, comme le point de départ de cette mise au travail. Une hypothèse plus récente pointe l'emprunt de techniques aux communautés éleveuses de chevaux par d'autres communautés dont la société se complexifie au même moment. Le milieu du IVe millénaire av. J.-C. est retenu comme le début de l'utilisation du cheval pour le transport.
Lorsque le cheval est mis au travail, devenant une monture et un animal d'attelage, sa viande est consommée dans des proportions plus modestes.

#### Chronologie de la mise au travail

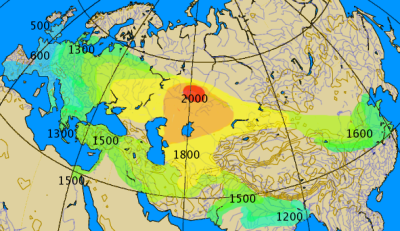
Propagation de l'usage du char.

##### Propagation du char
L'utilisation du char à roues pleines se généralise au Proche-Orient en 3500 av. J.-C., mais ils sont longtemps tractés par des bœufs en raison de leur poids important, tout comme l'araire. En Mésopotamie, il est possible que des essais de traction aient eu lieu avec le cheval et pris de l'importance dans le cadre du développement agraire plutôt que comme technologies de guerre. Les chevaux et mulets agricoles sont équipés d'un harnais ou d'un joug, plus appropriés pour le bœuf, ce qui limite leur efficacité,. Ce n'est qu'au IIIe millénaire av. J.-C., avec l'apparition des roues à rayon, que l'utilisation du cheval à la traction (en particulier militaire) se développe au détriment de celle des bovins. Le char léger et rapide devient une redoutable arme de guerre adoptée par un grand nombre de civilisations. Le nombre de chars augmente en particulier à l'âge du bronze, dès l'âge du bronze ancien, les chevaux domestiques gagnent toute l'Europe centrale.

##### Organisation dans les steppes et en orient
La deuxième phase de la domestication du cheval survient avec l'expansion du nomadisme, l'apparition du mors, le perfectionnement des techniques de portage et de traction, soit sa véritable mise au travail. Bât, selle, bricole, joug, collier, sangle et autres matériaux se diffusent. Le trait, la plus importante de ces nouvelles utilisations, connaît de multiples applications pour l'agriculture et la guerre. Les premières cavaleries montées apparaissent chez les Hittites au début de l'âge du fer. En Mésopotamie, la cavalerie légère monte en puissance, en particulier grâce aux tactiques des archers à cheval, comme les Parthes. Le char de guerre devient alors obsolète et l'équitation se généralise pour l'usage militaire. L'Antiquité gréco-romaine voit peu d'innovations, Grecs et Romains ignorent la ferrure connue dans les steppes, mais généralisent l'emploi des chars. Ils ignorent aussi la selle et les étriers, dont on connaît ailleurs les premiers essais. Leur cavalerie est militairement retardataire par rapport à l'infanterie, en face des cavaliers barbares nomades. Ces derniers exercent une pression sur les frontières, délaissent chars et voitures, mêlent cavalerie lourde et légère, et terrorisent les Occidentaux. Ils créent une véritable civilisation équestre, celle des peuples cavaliers où le cheval est partout et à tous, où élevage, dressage, travail et usage militaire sont présents en permanence. La domestication du cheval s'y achève par un élevage très extensif sur de grands espaces, une équitation efficace et un dressage sévère.

##### Organisation en occident
Face à l'Orient cavalier, l'Occident gréco-latin et le monde médiéval entrent dans la troisième phase de domestication, qui mobilise définitivement les équidés au service des hommes. La société européenne des écuyers réserve l'usage des chevaux à l'État et à l'élite sociale en s'appuyant sur des catégories rurales et urbaines spécialisées pour la production, l'élevage, le dressage et le commerce. Le cheval y devient l'emblème d'une classe sociale. Dans l'économie agricole et les transports, c'est aussi un facteur de progrès. La géographie contrastée de sa présence se met définitivement en place : l'élevage trouve ses implantations favorables sous l'impulsion des ordres monastiques, des aristocraties et des nobles. Les territoires pauvres et les landes y trouvent souvent une activité rentable et le cheval accompagne la croissance et la grande culture comme l'ouverture des terroirs.

#### Antériorité de l'équitation
Bien que l'utilisation de chevaux à la traction de chars de guerre soit prouvée au IIIe millénaire av. J.-C., il existe des preuves solides, mais indirectes, que l'équitation est apparue la première, en particulier parmi la culture de Botaï, pour la chasse. Denis Bogros penche également en faveur de l'antériorité de l'équitation de chasse. Une autre preuve est l'existence de communautés pastorales au IVe millénaire av. J.-C., comme la culture de Yamna, parmi lesquelles l'équitation de travail a pu naître, un berger à cheval pouvant garder un bien plus grand nombre de moutons qu'à pied. La plus ancienne représentation connue d'un cavalier est un bas-relief de Crète, daté du IIe millénaire av. J.-C.. L'homme, vraisemblablement un militaire, porte un javelot et un bouclier. D'autres, datées de la même époque, apparaissent en Mésopotamie.
Les traces d'usure des dents par le mors peuvent renvoyer à l'équitation, cependant les chevaux peuvent être montés sans mors ou contrôlés à partir du sol avec un mors pour la traction, l'usure des dents n'est donc pas un indicateur permettant de trancher le débat. Certains matériaux nécessaires à l'équitation (hackamores ou couvertures) ne survivent pas comme les artefacts type chariot. L'usure des dents par le mors, les modifications du squelette ne sont pas toujours notables. Les preuves directes que les chevaux ont été attelés sont plus flagrantes,.

### Conséquences sur l'histoire de l'humanité

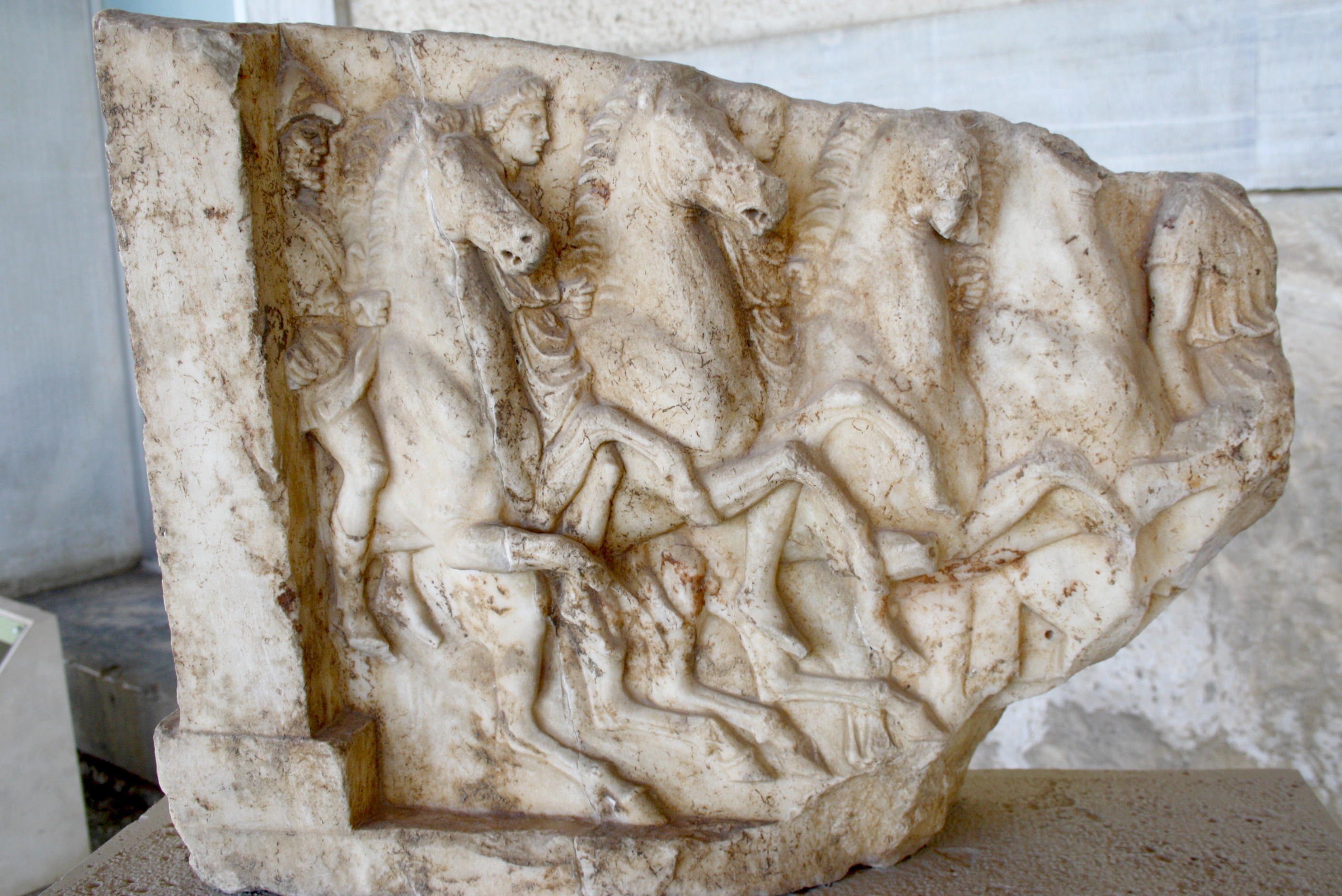
Bas-relief commémorant la victoire de la cavalerie athénienne,

Avec sa domestication, le cheval devient, « de tous les animaux, celui qui sans doute marque le plus l'histoire et les progrès de l'humanité ». Il entraîne des modifications profondes dans le mode de vie des sociétés humaines, pour l'agriculture, le transport et la guerre. Sa place fondamentale dans l'histoire en fait « un archétype des mentalités occidentales et orientales ». Il permet le contrôle d'un vaste territoire et modifie le rapport à l'espace, diminuant le temps de transport des hommes qui le montent ou qui l’attellent.
Son utilisation militaire et utilitaire perdure de nos jours, bien qu'elle ait fortement diminué au profit des sports et du loisir (pratique de la randonnée équestre, de l'équitation en centre équestre, des sports équestres ou hippiques).

#### Supériorité militaire et inégalités sociales
La généralisation du char militaire entraîne en Europe « barbare » l'émergence d'une classe de guerriers d'élite privilégiés, spécialisés dans le dressage, l'entraînement, la nourriture et l'abreuvement des chevaux, la création et la réparation des chars. L'usage du cheval leur est longtemps réservé, cette organisation préfigure celle de la Chevalerie du Moyen Âge. Le cheval devient, durant toute la protohistoire, un animal réservé à une élite militaire ou religieuse, c'est pourquoi il est également un facteur d'inégalités sociales.
La maîtrise du cheval semble déterminante dans les victoires de nombreux peuples, comme les indo-européens des steppes, les Indo-aryens qui participent à la création du Mittani, les Kassites, et plus tard les peuples voisins de la Chine (Xiongnu). Tous ont souvent pour dénominateur commun d'être des passeurs des techniques d'élevage du cheval pour un usage guerrier[réf. souhaitée].

#### Propagation de la langue et de la culture indo-européenne
Certains indices suggèrent que le mot proto-indo-européen pour « cheval », *h₁éḱwos, signifie « cheval domestiqué », du fait que tous les documents désignant l'animal se réfèrent à des chevaux domestiques, et en raison de l'existence de cultes, de croyances et de patronymes similaires : avant la dispersion des Indo-européens, il est donc fort probable que cet animal domestique leur soit très familier, voire que les cavaliers des steppes, ayant les premiers domestiqué les chevaux, soient le peuple indo-européen originel. Les historiens, en particulier Marija Gimbutas, insistent aussi sur le rôle indirectement joué par le cheval dans la propagation des langues indo-européennes et de la culture associée : parce que leurs locuteurs se déplacent bien plus vite que les peuples non-cavaliers, leur langue et leur culture se répandent sur un vaste territoire.

#### Cultes

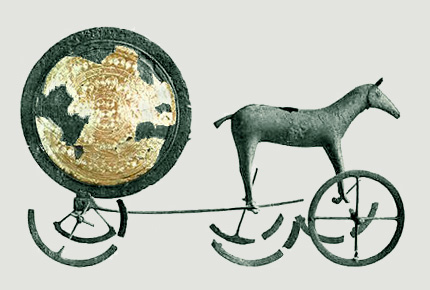
Le char solaire de Trundholm.

Le culte du taureau précède celui du cheval, les bovins sont déjà domestiqués et employés à la traction quand les chevaux sont à peine apprivoisés. Bœufs et taureaux sont fréquemment présents dans l'art et les cultes, au IVe millénaire av. J.-C. en particulier. Le cheval envahit peu à peu la culture matérielle et symbolique des peuples cavaliers des steppes dans un premier temps. Il constitue un gibier valorisant les aptitudes des guerriers, et un bien consolidant le statut des chefs. Son culte semble remplacer celui de l'âne dans la partie orientale de la mer Méditerranée, et celui des bovins dans d'autres régions. La large diffusion de l'association symbolique eau/cheval en Eurasie, de la Méditerranée au Japon, pourrait remonter à des cultes de la fertilité et aux premières sociétés agricoles, où l'animal de l'eau était au départ le taureau, le cheval se substituant à ce dernier avec l'expansion de son usage. Le sacrifice du cheval dans l'eau est pratiqué par bon nombre de peuples indo-européens, généralement dans le cadre de rites de fécondité ou de royauté.
Le sacrifice équin peut avoir d'autres motivations, puisque les tombes à char retrouvées un peu partout en Eurasie rendent hommage à un chef et à ses chevaux, témoignant de leur statut aristocratique. La culture d'Andronovo a laissé notamment cinq tombes à char avec des chevaux sacrifiés et dont la peau a été disposée selon un rite qui représente une marque de prestige. Certains artefacts retrouvés lors de fouilles, comme le char solaire de Trundholm, laissent entrevoir une place mythologique centrale très tôt attribuée au cheval, celle d'un animal chargé (l'oiseau le remplaçant parfois dans ce rôle) de tracter le soleil. Il devient, de ce fait, l'animal qui transporte les divinités dans leur char, aussi bien dans la mythologie grecque (Apollon, Hélios) qu'en Biélorussie.

### Marronnage
Comme de nombreux autres animaux, le cheval domestique peut retourner à l'état sauvage et former des troupeaux. Le cas s'est produit sur les cinq continents, avec les Mustangs dans les Amériques, les Brumbies en Australie ou encore le cheval de Namibie. Si ces animaux retrouvent rapidement le mode de vie typique du cheval sauvage, ils n’en retrouvent pas pour autant le phénotype et la morphologie, puisque les Mustangs présentent encore un grand nombre de robes pie et un type raffiné proche du cheval colonial espagnol quarante générations après leur retour à la vie sauvage, phénomène peut-être dû à l’absence de prédateurs et donc de sélection naturelle dans les Amériques.

## Domestication du cheval dans l'art et la culture

### Mythes et légendes
Attachez vos chevaux et vos vaches, vos chiens et vos chats ; enfermez vos porcs, vos dindons et vos poules. Au bout de cinq jours relâchez-les, libérez vos animaux ; ils ne s'en iront pas, ils seront devenus domestiques.

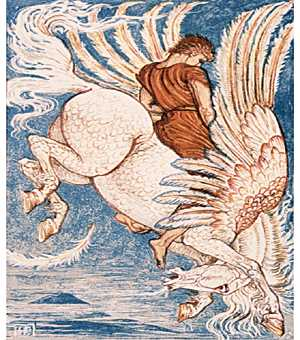
Le mythe de Bellérophon et Pégase (ici, sur une illustration de Walter Crane) renvoie à la domestication du cheval par les anciens Grecs.

L'existence de nombreux mythes et légendes équestres avant l'époque chrétienne chez tous les peuples indo-européens atteste aussi de l'importance prise par le cheval, et de son rôle dans l'Histoire. Certains racontent comment une divinité, ou un héros, permet à un peuple de domestiquer le cheval ; parallèlement, cette domestication entraîne une modification de la perception symbolique des animaux. En particulier, le cheval est dès lors considéré comme « un animal sacré garant de la royauté » chez les Grecs et les Celtes.

#### Mythologie grecque
Dans la mythologie grecque, le dieu Poséidon créé le premier cheval à Athènes pendant un affrontement avec Athéna, ou en Thessalie après avoir éjaculé sur Gaïa. Il est aussi crédité de la domestication de l'animal à Athènes où un culte est rendu à « Poséidon Hippios », dieu du cheval. Toutefois, Athéna est considérée comme à l'origine de l'utilisation de l'animal, à Corinthe en particulier. D'après Jacques Desautels, tout le mythe de Bellérophon (à qui est voué un culte héroïque), dans lequel intervient la déesse Athéna, créditée de l'invention du mors, a un rapport étroit avec ce passage de l'histoire de l'humanité, via le don à Bellérophon par Athéna d'un mors en or, permettant de dompter Pégase. Les juments anthropophages du roi de Thrace Diomède sont également à mettre en rapport avec des animaux nécessitant une domestication, selon Raymond Bloch.

#### Textes religieux
Si la Bible, et en particulier l'Ancien Testament, présente peu de références au cheval, le Coran insiste tout particulièrement sur le don de cet animal aux hommes par Allah. Un proverbe arabe dit d'ailleurs que : « Le cheval est un cadeau de Dieu à l'homme ».

### Art
Le thème de la domestication du cheval est illustré dans l'art. Le sculpteur Phidias représente au Ve siècle av. J.-C. des chevaux sur la frise du Parthénon, témoignant de la maîtrise de l'homme sur l'animal. À la même époque, une amphore en bronze découverte à Tchortomlyk met en scène un dressage et des interactions entre cavaliers et chevaux des steppes. Les multiples statues du type Dompteurs de chevaux, au Quirinal et au Capitole, représentent symboliquement la domestication, et ont par exemple inspiré les Chevaux de Marly :

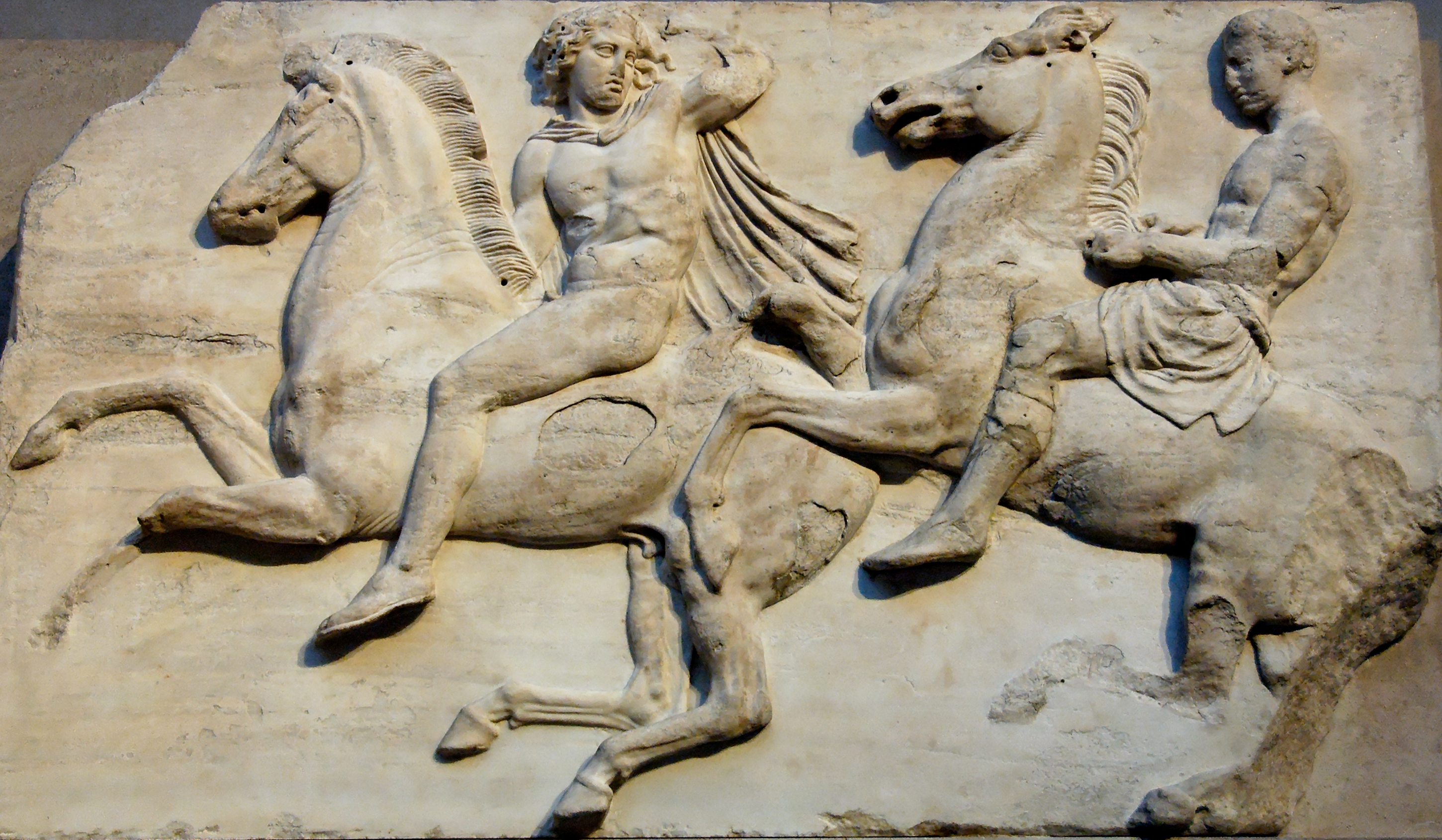
Les chevaux de la frise du Parthénon, par Phidias.
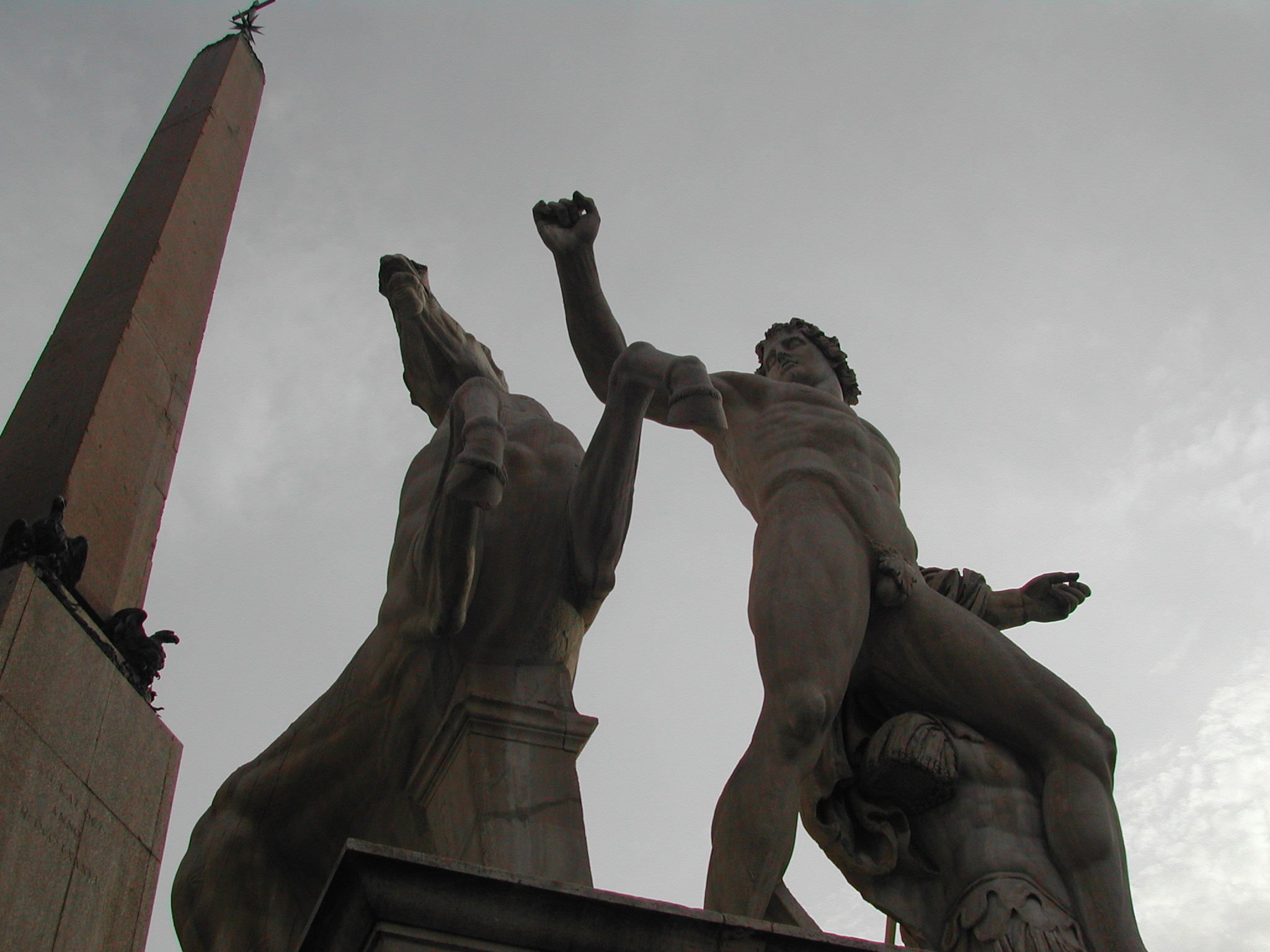
Les Dompteurs de chevaux, au Quirinal à Rome.
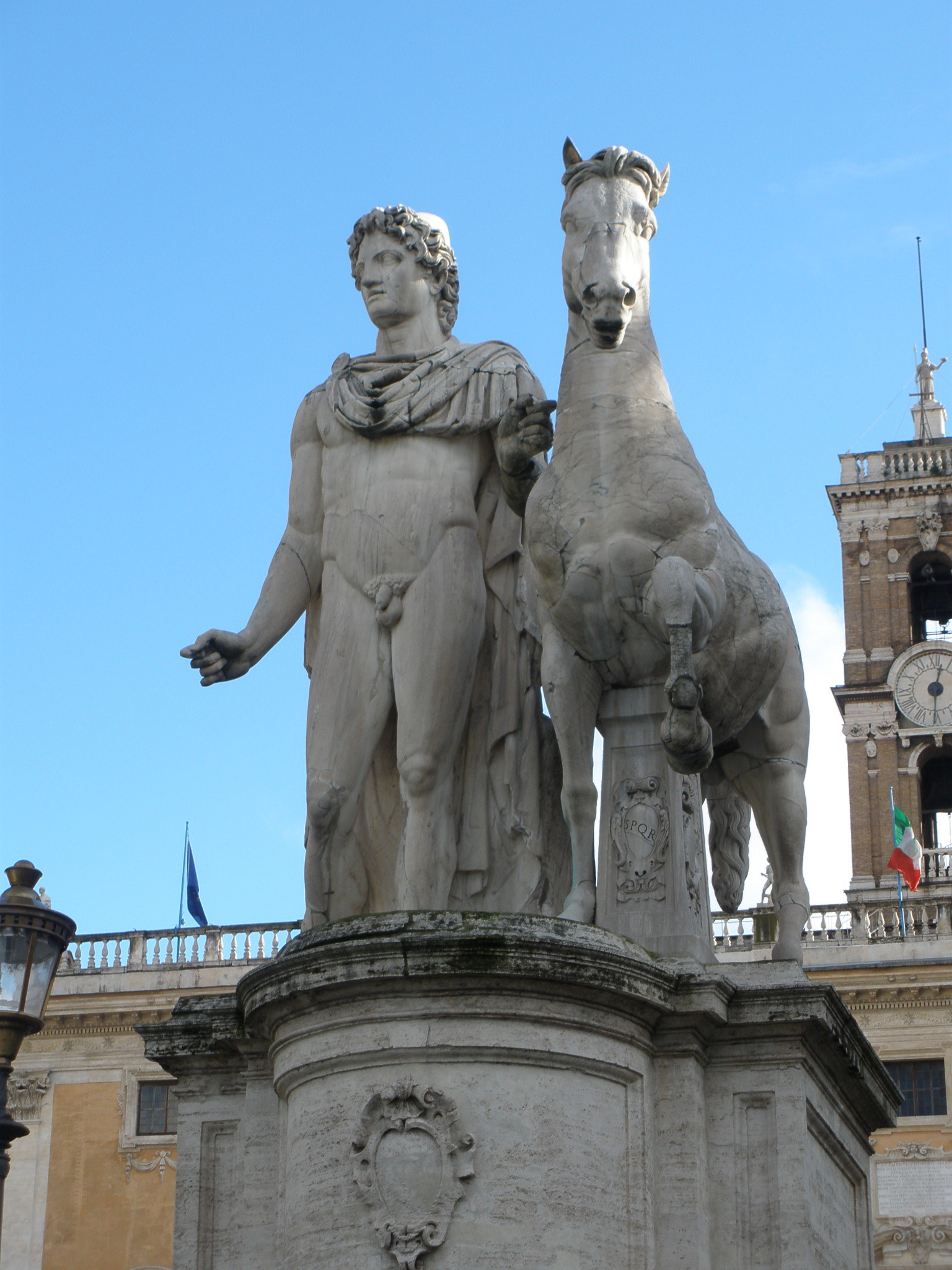
Les Dioscures du Capitole, à Rome.
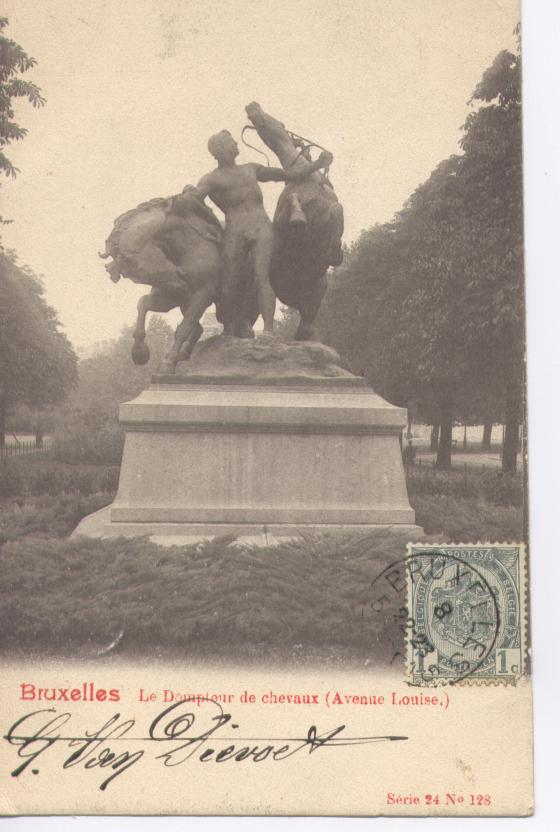
Le dompteur de chevaux à Bruxelles.
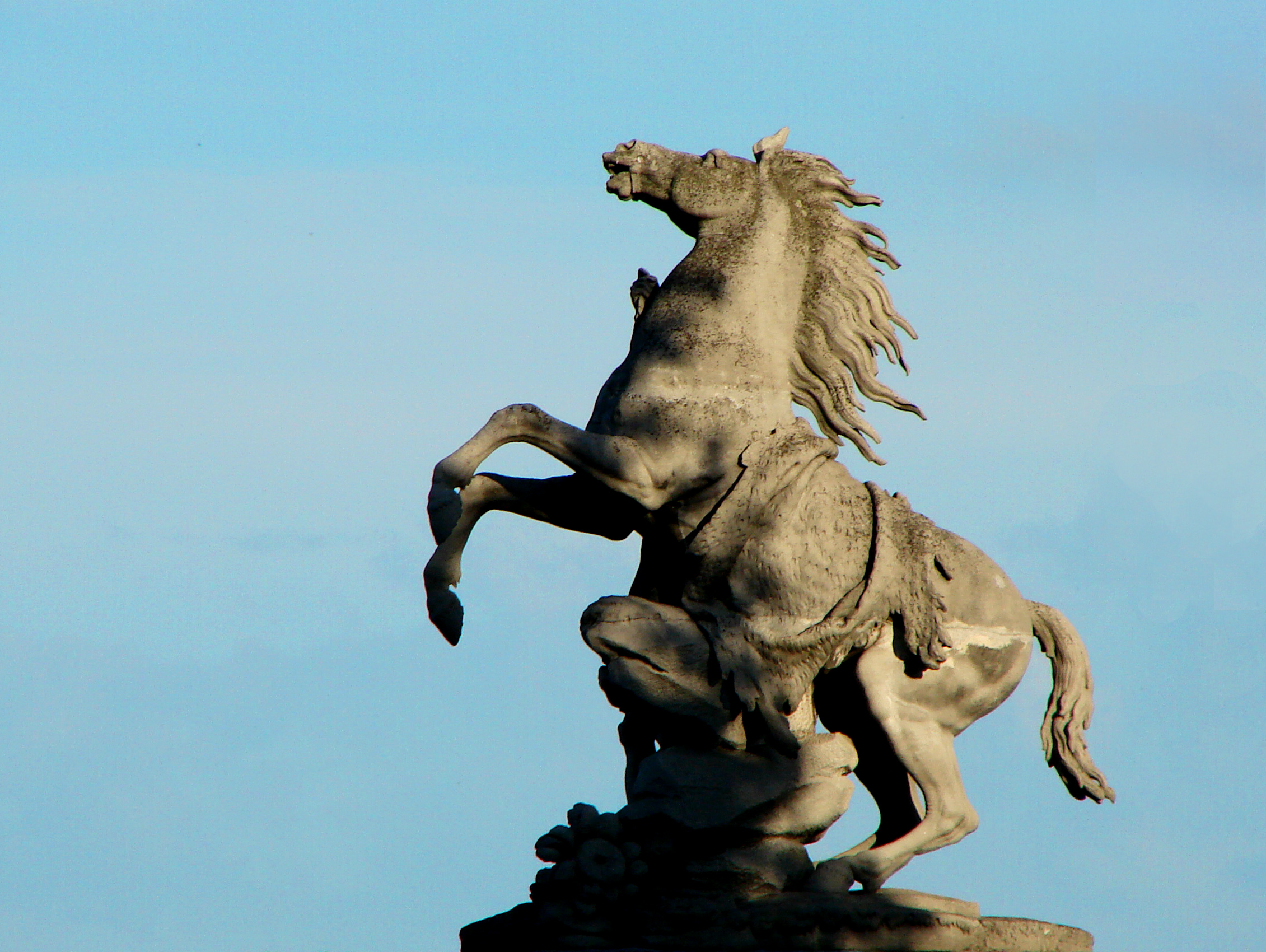
L'un des chevaux de Marly à Paris.

### Culture populaire
« Fatigué de sa liberté, il accepta d’être sellé et bridé et, pour sa peine, fut monté jusqu’à la mort »

— Malcolm Lowry,  Under the Volcano
Parmi les auteurs qui laissent courir leur imagination sur la domestication, Jean de La Fontaine raconte dans la fable intitulée Le Cheval s'étant voulu venger du cerf, comment un cheval vient prier l'homme de l'aider à réparer l'affront qu'un cerf lui a fait, sans savoir que l'homme, qui l'a sellé, bridé et lui a bâti une écurie, refusera ensuite de lui rendre sa liberté.
Beaucoup plus récemment, Jean M. Auel raconte dans La Vallée des chevaux, second tome de la saga Les Enfants de la Terre, comment Ayla parvient à apprivoiser une pouliche qu'elle nomme Whinney, 30 000 ans avant notre ère, soit bien trop tôt d'après les découvertes scientifiques, même à l'époque de la rédaction du roman. D'après Henri Heinemann, en présentant la très rapide domestication d'une jument montée à califourchon, La Vallée des chevaux « outrepasse le droit du romancier à l'imagination et à l'invraisemblance ».
La saga pour la jeunesse de Florence Reynaud, Yona, fille de la Préhistoire, met également ce passage en scène dans le douzième tome, Le Dieu cheval, quelque 20 000 ans avant notre ère. 10 000 de Roland Emmerich (censé se dérouler 10 000 ans avant notre ère) montre des chevaux domestiqués et montés par un peuple rappelant les Égyptiens, lesquels tiendraient leurs connaissances avancées d'un Atlante.